# Tektek Dağları
Die Tektek Dağları (deutsch: Tektek-Berge oder -Gebirge) sind eine steinige Plateau- und Hügellandschaft im nördlichen Mesopotamien, zwischen Euphrat und Tigris, in der türkischen Provinz Şanlıurfa. Zum größten Teil handelt es sich um eine Art semiarider Felslandschaft. Das partiell sehr sterile Gebiet liegt zwischen der fruchtbaren Ebene von Harran (Urfa-Harran Ovası) im Westen und dem steinigen Basaltplateau von Viranşehir im Osten. Im Norden liegen die südlichen Partien des nördlichen Urfa-Plateaus (Kuzey Urfa Yaylaları), im Süden schließt sich, jenseits der syrischen Grenze, die Dschazira-Region an. Das Gebiet misst in Nord-Süd-Richtung etwa 50, in Ost-West-Richtung 30 Kilometer, die Höhe liegt zwischen 600 und 800 Metern.

## Naturräumlichen Lagesituation

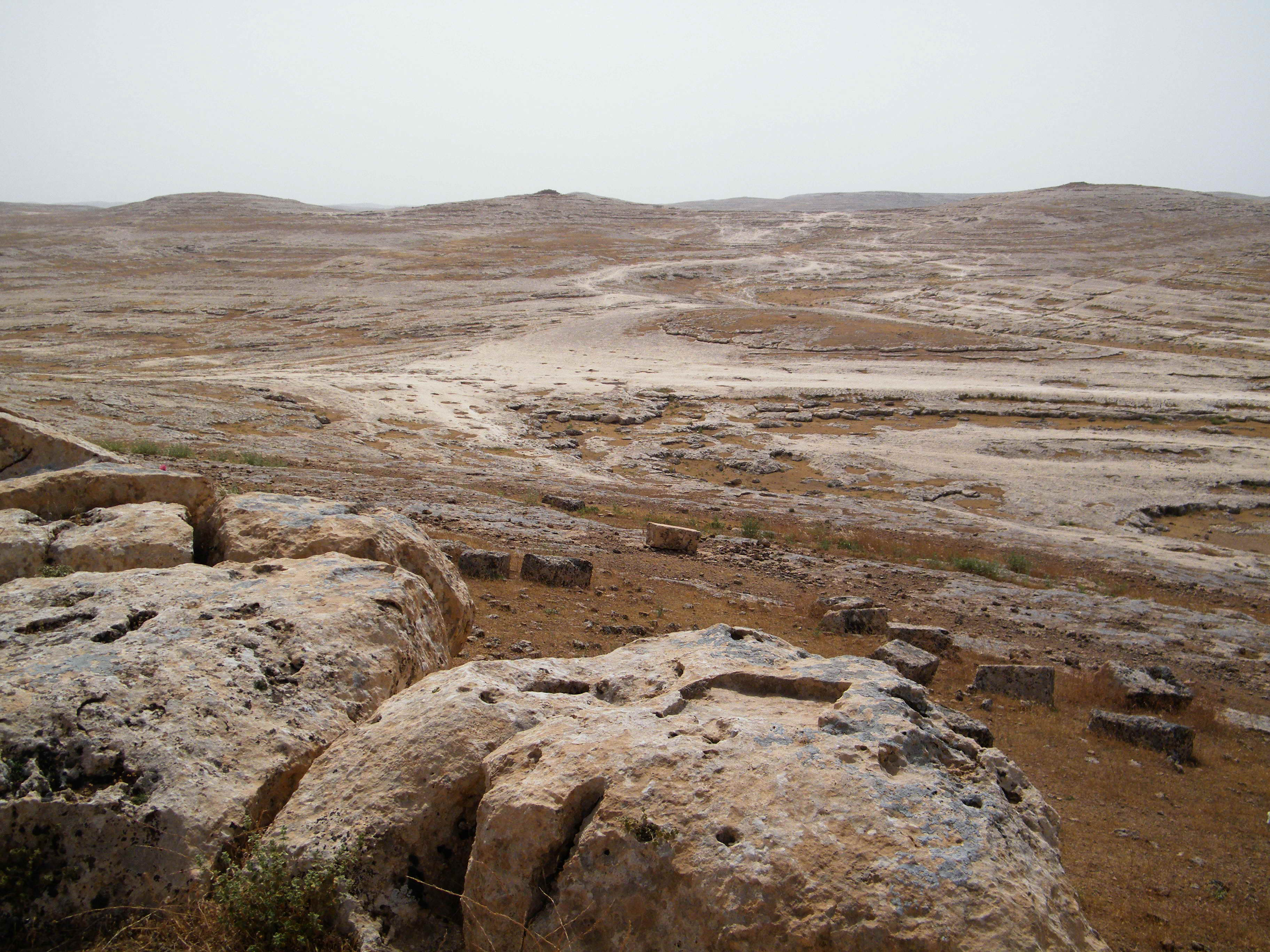
Kalkplateau-Landschaft der Tektek Dağları mit einzelnen Hügeln bei Yağmurlu.

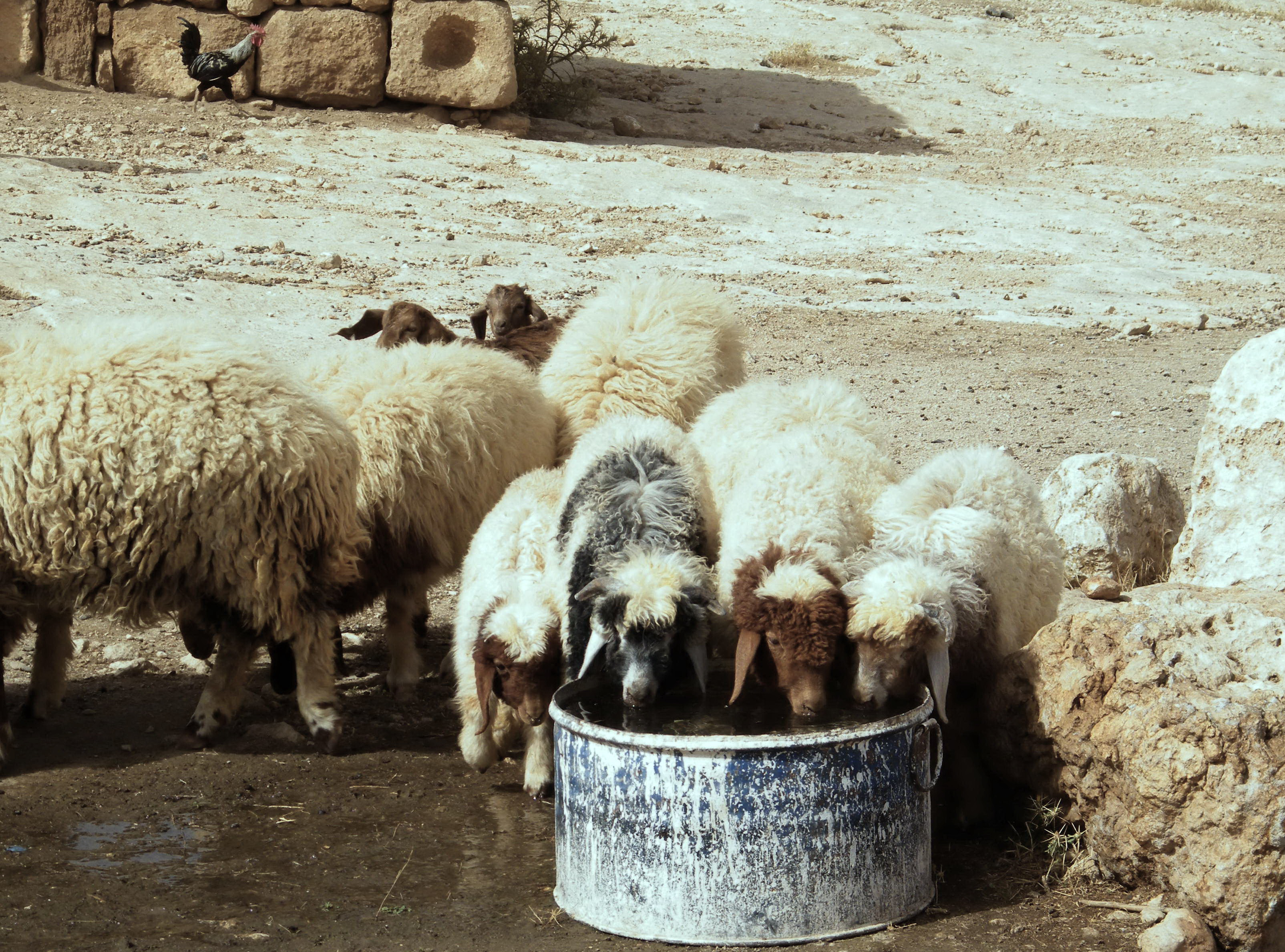
Die Bewohner der meisten dörflichen Siedlungen in den Tektek Dağları betreiben aufgrund mangelnder Ackerflächen eine marginale Landwirtschaft mit überwiegend Kleintierhaltung.

Wo in Südost-Anatolien zwischen dem Maraş-Graben am Ostfuße der Amanos Dağları im Westen und dem Tal des Tigris (Dicle Nehri) im Osten vor dem Fuße des Äußeren Osttaurus dessen Randfalten der arabischen Grundgebirgsplatte aufliegen, breiten sich auf rund 450 km Länge und ungefähr bis zur türkischen Staatsgrenze gen Syrien und den Irak südwärts abdachend die verhältnismäßig flachen und ausgedehnten Landpartien der obermesopotamischen Plateaulandschaften von Gaziantep und Şanlıurfa (Gaziantep ve Urfa Yaylaları) aus. Sie werden als Teile des Fruchtbaren Halbmondes klimatisch und siedlungsgeographisch deutlich aufgrund ihrer Nähe zum Äußeren Osttaurus durch erhöhte Niederschläge beeinflusst. Abgesehen vom westlichen Abschnitt mit Mittelgebirgscharakter, wo gefaltete kretazische Flysch-Formationen mit verbreiteter Einlagerung von Ophiolithen auftreten, werden diese ausgedehnten Flächen des mittleren Fırat (Euphrat) von schwach gefalteten bis horizontalen Schichten des Tertiärs gebildet. Unter den Tertiärformationen nehmen die 200–500 m mächtigen Kalksteine des oberen Eozäns, die im Süden horizontal, im Norden subhorizontal liegen, den größten Raum ein. Östlich des Euphrat-Tales bei Birecik dehnt sich die Platte von Urfa mit Höhen zwischen 500 m und etwa 800 m ostwärts. Sie stellt weitgehend die Schichtfläche der horizontal liegenden Kalksteine des oberen Eozäns dar. In einem erläuternden Beiheft zur naturräumlichen Gliederung der Türkei beschreibt Oğuz Erol den Gesamtcharakter der Urfa-Plateaus wie folgt: „Dominierendes Landschaftselement ist eine fast horizontal liegende Kalkplatte, die im Osten von Lavadecken des Karacadağ-Massivs bedeckt ist. Die geringe Zerschneidung des Plateaus verstärkt den Flächencharakter. Das Klima wird durch Hitze und Trockenheit im Sommer und kalte trockene Winter gekennzeichnet, was eine fast durchgehende Steppenvegetation zur Folge hat. Nur im Bereich der niedrigen Plateau-Schwellen findet man verstreut Trockenwaldformationen.“
Nach Herbert Louis bestehen diese Plateau-Landschaften hauptsächlich aus ziemlich flach lagernden Eozänkalken, unter denen bisweilen paläozäne Mergelschichten und Oberkreidekalke die Oberfläche bilden. Die Platte von Urfa wird im Osten durch die riesigen, sanft geneigten vulkanischen Decken der Basalte des Karacadağı (1957 m) begrenzt, die sich allseits rund 40 – 70 km weit rings um das Zentrum ausdehnen. Östlich des Euphrat wird die sanft nach Süden geneigte Eozänkalktafel durch grabenartige nach Süden auslaufende Senkungsfelder gegliedert. Eines davon mit einer Breite bis zu mehr als 50 km und 550 bis unter 400 m Höhe ist die Senke von Urfa-Harran (Urfa-Harran Ovası), ein bevorzugtes Siedlungsgebiet, weil durch die Absenkung des Beckens an zahlreichen Stellen der Karstwasserspiegel der großen umrahmenden Kalkplatte angezapft wird. Nordöstlich und östlich dieses Senkungsfeldes von Urfa liegt mit Höhen um 750 m ein sehr stark zerrachelter Teil der Tertiärtafel zwischen der Ebene von Urfa-Harran im Westen und der von Viranşehir im Osten: die Tektek Dağları (auch Tek-Tek-Bergland). Die hügeligen Teile der Tektek Dağları grenzen nach Süden an eine dünn besiedelte, 50 bis 100 m tief durch Erosion im feuchten Klima der interglazialen und postglazialen Periode (Pluvial) zertalte Neogentafel, die als Tektek-Platte bezeichnet wird. Grob betrachtet haben die Tektek Dağları das Aussehen eines von Norden nach Süden verlaufenden abgeflachten Kalkplateaus, das dabei eine breite geschwungene Hügelkette bildet, die sich ebenfalls in Nord-Süd-Richtung erstreckt. Seine wichtigsten Erhebungen, die nach Süden allmählich abnehmen, sind Sıfır Tepe, Kırık Tepe, Hellohello Tepesi, Hacco Tepesi, Cinas Tepesi, Toklu Tepe und Aktepe (449 m). Sie ist extrem wasserarm und zeigt allenfalls eine äußerst karge Vegetation, neben wenigen Wiesen wachsen einzig im äußersten Nordwesten Pistazienbäume. Andererseits ist sie bekannt für ihren Wildreichtum, da sich Tiere oft in die menschenleere Gegend zurückziehen, und beliebt als Jagdgebiet. Die Bewohner sind überwiegend Kurden und Araber und leben zumeist von Viehzucht (hauptsächlich Schafe). Im Herbst ziehen Nomaden vom Karacadağ nördlich von Şanlıurfa zum Überwintern ins Tektek-Gebirge.
Im Nordosten und Osten stoßen die Tektek Dağları an die basaltischen Karacadağ-Lavadecken von Siverek bzw. Viranşehir, im Nordwesten bei Urfa werden sie durch die quellenreichen Germuş Dağları (771 m) und im Norden durch die quellenarmen Susuz Dağları (801 m) der nördlichen Urfa-Plateaus begrenzt. Im Westen fallen sie mit deutlichem Rand zur durchschnittlich 375 m hoch gelegenen Bewässerungslandschaft der Urfa-Harran-Senke ab und stoßen nach Osten an die Basalte der Ebene von Viranşehir, während sie im Süden an die Neogenflächen westlich von Çeylanpınar grenzen. Auch nach der Geologischen Karte der Türkei von Ergüzer Bingöl zählen die Gebiete nördlich und östlich der quartären Urfa-Harran Ovası bis hin zu den Ausläufern der Karacadağ-Vulkanite zu den eozän-paläogenen Sediment-Formationen der Urfa-Plateaus. Oğuz Erol, der in einer geomorphologischen Karte der Türkei Einzelregionen nach Relief, Lithographie und struktureller Entwicklung differenzierte, weist die Region der Tektek Dağları östlich und nordöstlich der Urfa-Harran Ovası nicht als Gebirge, sondern als hügelige Hochebene wie folgt aus: Generell lithologisch beeinflusste plateauartige obermiozäne Pedimentflächen auf älteren weitgehend flachlagernden tertiären Kalkstein-Formationen mit scharfkantigen Formen, in zentralen nördlichen Partien hügelig bis flach geformte Rumpf- bzw. Pedimentflächen des mittlerem bis oberem Miozäns. Auf seiner Karte der naturräumlichen Gliederung der Türkei rechnet er diese Region ohne Ausweisung einer deutlichen Abgrenzung zur Urfa-Harran-Senke innerhalb der Urfa-Plateaus (Urfa Yaylaları).

## Tektonische Aspekte
Allerdings zeigen die Tektek Dağları vor allem nach Westen zur Urfa-Harran Ovası hin eine ausgeprägte naturräumliche Grenze, die tektonisch bedingt ist: Die Urfa-Harran Ovası wird von mehreren tektonischen Störungslinien in Nord-Süd-Richtung durchzogen und partiell auch begrenzt. Das zeigt auch die geologische Karte von Ergüzer Bingöl. Diese Störungen sind Produkte der starken Tektonik, die sich im Südosten der Türkei im Miozän und später gebildet hat. Bei der Kollision der arabischen mit der anatolischen Platte entwickelte sich infolge verschiedener tektonischer Bewegungen, die Überschiebungen und Überschiebungsgürtel im Norden der Region bildeten, im Süden eine ausgedehnter Tektonik, die zur Formung von mehreren Grabenstrukturen führte (Suruç- und Akçakale/Harran-Graben). Dabei wurden auch Blattverschiebungen durch Expansionstektonik geschaffen, die zur Entwicklung eines geothermischen Systems führten, indem Wärme vom oberen Erdmantel durch Leitung und Konvektion aus der Tiefe nach oben übertragen wurde und das Tiefenwasser in geothermische Ströme verwandelt wurde. Bei Sondierungen im Osten des Dorfes Karaali am Ostrand der Urfa-Harran Ovası traf man auf heißes und im Westen auf kaltes Wasser. Dies zeigt, dass sich das heiße Wasser im Osten des Dorfes Karaali konzentriert, also am Rand der Urfa-Harran Ovası zu den Plateaugebieten der Tektek Dağları hin. Das von zwei Verwerfungen begrenzte Gebiet zwischen Karaali und den Tektek Dağları ist ein Termalwassergebiet im Akçakale-Graben, der 30 km breit und 60 km lang ist und sich in Nord-Süd-Richtung im Süden und Südosten von Şanlıurfa erstreckt und im Osten und Westen von kleinen Gleitstufenverwerfungen begrenzt wird. Obwohl die Region Şanlıurfa aufgrund der Tektonik reich an geothermischen Wasserressourcen ist, gibt es dort nur diese eine aktiv genutzte Thermalanlage von Karaali Kaplıcaları mit einer Thermalwasserkapazität von 150.000 m³ pro Stunde bei einer Wassertemperatur von 41–51 °C. Neben der Nutzung zur Behandlung von Krankheiten wird auch Gewächshaus-Beheizung durchgeführt.

## Siedlungsgeschichte
Über die Geschichte des Raumes der Tektek Dağları ist vergleichsweise wenig überliefert. Die Tektek Dağları und ihre Umgebung sind allerdings eine reiche Region in Bezug auf die materielle Persistenz ihres kulturhistorischen Erbes. In den Tektek Dağları liegen die archäologischen Fundstätten von Karahan Tepe, Sumatar (Soğmatar, s. u.) und Şuayipşehri. Karahan Tepe ist ein frühsteinzeitlicher Siedlungshügel, Sumatar eine antike Stadt aus dem 2. Jahrhundert n. Chr. und wahrscheinlich ein Kultort der Sabier, und in Şuayipşehri sind römische Ruinen zu sehen. Letzteres gilt auch als Heimatstadt des Propheten Jethro (türkisch Şuayip). 1913 bereiste der deutsche Orientalist Max von Oppenheim das Gebirge und fertigte Fotografien von Höhlen und Landschaft an. Seit 2007 ist das Gebiet der Tektek Dağları türkischer Nationalpark (Tek Tek Dağları Milli Parkı)

### Prähistorie
In den Tektek Dağları seit 1987 durchgeführte systematische Oberflächenuntersuchungen zeigten, dass Harran und Umgebung seit der Jungsteinzeit bewohnt waren. Zunächst überstieg die Zahl der Siedlungen mit neolithischen Funden lange Zeit nicht mehr als eine Handvoll. Jüngste Arbeiten haben jedoch gezeigt, dass die Region seit früheren Zeiten intensiv besiedelt war. Vor allem in der Tektek-Bergregion im Osten der Harran-Ebene wurden viele Siedlungen aus der vorkeramischen Jungsteinzeit entdeckt. Dadurch hat z. B. das Wissen um die Plätze und die Anzahl der Siedlungen mit „T“-förmigen Obelisken zugenommen. Abgesehen vom Göbekli Tepe konnten diese in Orten wie Nevali Çori, Şanlıurfa-Yeni Mahalle, Karahan Tepe, Hamzan Tepe, Sefer Tepe, Taşlı Tepe, Kurt Tepesi, Harbetsuvan Tepesi und Ayanlar Höyük lokalisiert werden, von denen manche in den Tektek Dağları liegen. Die Entdeckung des Harbetsuvan Tepesi (2014) und des Karahan Tepe (1997), die auf die gleiche Zeit der Jungsteinzeit wie Göbekli Tepe datiert wurden, machte die Region bedeutsam. Es ist seitdem bekannt, dass in der Vergangenheit in der Region Menengiç-Bäume (Terpentin-Pistazie, Terebinthe) zur Veredelung von Feigen, Mandeln und Pistazien verwendet wurden. Zudem wurden dort große Mengen Tierknochen gefunden: Gazelle, Fuchs, Schaf/Ziege, Wildrind, Schwein sowie Hirsch und Wildesel. Außerdem zeigte sich, dass Holz in der Architektur sehr wenig, aber hauptsächlich Steinarchitektur verwendet wurde.
Die lokale Bevölkerung erwähnt allerdings, dass wilde Tiere in der Region bis zu einer Zeit von vor nicht mehr als 50 Jahren ziemlich zahlreich waren, unter anderem insbesondere Antilopen, Wildschweine, Trappen, Kraniche, Hasen, Rebhühner, Füchse, Wölfe, Stachelschweine, Wüstenwarane usw. Viele in Göbekli gefundene Tierreliefs weisen darüber hinaus darauf hin, dass die Fauna der Region in der Jungsteinzeit ebenfalls recht reich gewesen sein muss. Heute gibt es jedoch Tiere der neolithischen Fauna in den Tektek Dağları und der Region nur noch in begrenztem Maße. Wenn es um die rezente Wildtierjagd in Harran und Umgebung geht, werden zuerst Gazellen genannt, deren Jagd die Menschen aus der Region mit moderner Ausrüstung noch bis vor 50–60 Jahren in den Tektek Dağları betrieben. Wie wichtig die Gazelle in der Jungsteinzeit gewesen sein muss, wird deutlich, wenn man erfährt, dass in Siedlungen aus der Jungsteinzeit in der Provinz Şanlıurfa etwa 45–50 % der bei den Ausgrabungen geborgenen Tierknochen Gazellenknochen waren. Es wird davon ausgegangen, dass die Lebensweise in diesen Siedlungen, die in Berggebieten mit einer Höhe zwischen 600 m und 1000 m errichtet wurden, zunächst noch auf einer Jäger- und Sammlerwirtschaft basierte. Diese Orte, in denen landwirtschaftlich mit dem Anbau von Getreide erst begonnen wurde, wo man in erster Linie wilde Tiere jagte, diese aber noch nicht domestizierte, sind Siedlungen, wie Göbekli Tepe, Nevali Çori, Şanlıurfa-Yeni Mahalle, Karahan und Harbetsuvan Tepesi. Dieses Merkmal dürfte auch für ähnliche Siedlungen, wie Hamzan Tepe, Sefer Tepe, Taşlı Tepe und Kurt Tepesi, zutreffen. Ein weiteres gemeinsames Merkmal dieser Plätze ist, dass man dort zahlreiche „T“-förmigen Obelisken wie in Göbekli Tepe und Nevali Çori fand. Darüber hinaus weisen entsprechende Artefakte in den Museen von Adıyaman und Gaziantep auf die Existenz dieser Kultur auch in anderen Regionen hin. Dagegen ist die bekannte Stätte Soğmatar (Sumatar) in den Tektek Dağları ein Ort, für den nicht bereits seit der Jungsteinzeit, sondern erst von der Kupferzeit an bis zur byzantinischen Zeit eine ununterbrochene Chronologie nachgewiesen werden konnte.
Gleichzeitig haben Forschungen gezeigt, dass es vor der Jungsteinzeit in der Region nur sehr wenig Besiedlung gab. Nur die Plätze Gleye Allas Tepesi bei Kargalı (Haliliye, Şanlıurfa) und Siluba Mevkii bei Yıldız (Viranşehir, Şanlıurfa) stammen als älteste Siedlungen in der Region aus dem Epipaläolithikum. Untersuchungen seit den 2010er Jahren haben die Existenz großer und kleiner Siedlungen aus der vorkeramischen Jungsteinzeit (Akeramikum, präkeramisches Neolithikum, akeramische frühe Jungsteinzeit) in der Region ans Licht gebracht. Während der 2015 in den Tektek Dağları durchgeführten Studien wurden außer neolithischen Siedlungsplätzen viele neue antike Siedlungen aus der Chalkolithikum-, Bronze-, Eisen-, römischen und byzantinischen Zeit entdeckt. Darüber hinaus wurden Jagd-Fallengebiete identifiziert, die in der Nähe neolithischer Siedlungen errichtet wurden, um Wildtiere zu jagen. Allein 2015 wurden 25 neue archäologischen Stätten in den Dörfern und Weilern in den Tektek Dağları registriert, deren Vielzahl und Diversität Bahattin Çelik und Akın Bingöl detailliert auflisten. Der Zustand vieler dieser Plätze hat sich jedoch nicht unberührt erhalten. Die meisten wurden aufgrund der Knappheit an landwirtschaftlichen Flächen in Ackerland umgewandelt. In jüngster Zeit werden auch stadtnahe Gebiete Gegenstand intensiver Bauarbeiten für Einfamilienhäuser, die außerhalb der Dörfer errichtet werden, wodurch die ländlichen Siedlungen in der Region in Streusiedlungen umgewandelt werden. Als Folge werden archäologische Stätten in der Region stärker zerstört. Eine allgemeine Bewertung der zwischen den Dörfern identifizierten archäologischen Elemente zeigt, dass die meisten der jüngst entdeckten Siedlungen überwiegend Merkmale der Jungsteinzeit und der frühen Byzanz-Zeit aufweisen. Funde aus anderen Epochen sind seltener. Die seit 2013 im Tektek-Gebirge durchgeführten Studien an steinzeitlichen Hangsiedlungen zeigen allerdings, dass die Region nicht zu allen Zeiten bewohnt war, sondern dass diese Orte klein und hauptsächlich saisonal genutzt wurden. Die Zahl von Fundplätzen mit Flintstein- und Obsidianklingen sowie daraus hergestellten Spänen und Werkzeugen aus der Jungsteinzeit und auch von Wild-Fanggebieten wird in der Region von Tag zu Tag größer.

### „Wüstendrachen“: Prähistorische Wild-Fanggebiete
Lange wussten Forscher nicht genau, was es mit den so genannten „Wüstendrachen“ auf sich hat – jenen kilometerlangen Steinmauern, die sich durch die Wüsten der Levante ziehen und aus der Luft aussehen wie riesige Lenkdrachen. Unweit einer dieser Strukturen, in der 6000 Jahre alten Siedlung Tell Kuran am Khabur im Nordosten Syriens, entdeckten Forscher nun mehr als 2500 Gazellenknochen. Guy Bar-Oz von der Haifa-Universität und seine Mitarbeiter sehen nun einen seit längerem gehegten Verdacht bestätigt: Bei den Wüstendrachen handelte es sich um Massentierfallen. Diese wurden entlang der Wanderrouten der Gazellen angelegt, sodass mit einem Schlag ganze Herden niedergestreckt werden konnten. Die Tiere wurden offenbar nicht vor Ort verarbeitet, sondern erst in die Siedlung gebracht. Davon zeugen besonders tiefe Schnittspuren in den Knochen, die nur entstehen, wenn ein Tier einige Zeit nach seinem Tod – nach Eintritt der Totenstarre – gehäutet wird. In der Türkei waren archäologische Untersuchungen zu derartigen prähistorischen Wild-Fanggebieten in Art der „Desert Kites“ (Wüstendrachen) bislang nicht besonders häufig. Erst seit den ab 2013 durchgeführten Surveys in den Tektek Dağları wuchs das wissenschaftliche Interesse daran deutlich. Damals wurden ungefähr 13 Fallengebiete mit Flächen zwischen etwa 10 und 100 Dekar (0,01–0,1 km²) identifiziert. Sie liegen bei den Dörfern Selamet Tahtik, Küçük Kösecik, Karakuş Kırmızı Tepe, Sarpdere, Senemağara, Dikme, Üçkonak, Halime und Tosunlu (Rubi). Die Fangbereiche sind von großen, flachen nach Art von Fischschuppen hintereinander angeordneten Steinblöcken umgeben und wurden angelegt, um Gazellen zu jagen. Rund um die Fangflächen, die seit der neolithischen bis in die osmanische Zeit verwendet wurden, gibt es Hangsiedlungen und in ihrer Nähe Kultzentren mit „T“-förmigen Obelisken. Diese Fallenbereiche, die auf Luft- oder Satellitenbildern sichtbar sind und bereits seit den 1920er Jahren in anderen Gebieten auffielen, so z. B. in Jordanien, Israel, Syrien, Saudi-Arabien, Kasachstan, Usbekistan und Armenien, sollen in der PPNB-Phase der Jungsteinzeit (Präkeramisches Neolithikum B) entstanden sein.
Die frühesten Phasen der vorkeramischen Jungsteinzeit in der Region Südostanatolien spiegeln sich unter anderem auch in ihrer neolithischen Fauna wider. Die Entdeckung von Siedlungen, wie Çayönü, Hallan Çemi, Körtik Tepe, Gusir Höyük, Hasankeyf Höyük, Nevali Çori, Göbekli Tepe, Karahan Tepe, Sefer Tepe (bei Çimdin Kalesi), Hamzan Tepe (bei Akçamescit, Kreis Eyyübiye), Taşlıtepe (bei Başbük, Kreis Siverek), Kurt Tepesi (bei Selamet, Kreis Bozkurt) und Harbetsuvan Tepesi (bei Karahisar, Kreis Eyyübiye), zeigt, dass die Region eine wichtige Rolle bei der Entstehung der neolithischen Lebens- und Wirtschaftsweise spielte. In den frühen Stadien herrschte in diesen Siedlungen eine auf einer Jäger-Sammler-Form der aus der Natufien-Zeit basierenden „Hirschjagd-Tradition“. Die Zunahme der Vielfalt an Werkzeugen aus Feuerstein und der Bau von Kultbauten verdeutlichen, dass diese Lebensweise etwa 1000 Jahre lang fortbestand. Möglicherweise wurden diese Siedlungen in der Region ab Ende des 9. Jahrtausends v. Chr. aufgegeben, indem sie mit Erde bedeckt wurden, als die ersten landwirtschaftlichen Gemeinschaften begannen, sich in den Ebenen und in der Nähe der Gewässer zu etablieren und so weit als möglich die geologische Struktur der Region mit ihrer Kalksteinnatur insbesondere für architektonische Zwecke nutzten, so z. B. durch Anlage von beckenähnlichen Tümpeln, um das lebensnotwendige Regenwasser zu sammeln.
Die archäologischen Befunde zeigten dabei deutlich, dass T-förmige Stelen und kreisförmige Umfriedungen nicht einzigartig für Göbekli Tepe gelten, sondern ein breites Siedlungsgebiet betreffen. Diesbezüglich datieren Stätten, wie Sefer Tepe, Hamzan Tepe, Harbetsuvan Tepesi, Kurt Tepesi und Taşlı Tepe, zwischen dem Ende des PPNA (Präkeramisches Neolithikum A, vorkeramische oder akeramische Periode der Jungsteinzeit A, 9500–8800 v. Chr.) und dem Beginn des PPNB (Präkeramisches Neolithikum B, vorkeramische oder akeramische Periode der Jungsteinzeit B, 8800 – 7000 v. Chr.) sowohl im zentralen Distrikt des Plateaus mit Blick auf die Harran-Ebene im Zentrum der Provinz Şanlıurfa, als auch in den Randgebieten in den Kreisen Viranşehir und Siverek. Sie teilen alle diese Merkmale und sind mit einer speziellen Funktion verbunden. Zum Beispiel überwachte der Karahan Tepe im Vergleich zum Harbetsuvan Tepesi hauptsächlich die inneren Gebiete der Tektek Dağları, wobei für beide ein geeignetes Umfeld für die sogenannten „Fanggebiete“ bestand. Der Platz Şanlıurfa-Yeni Mahalle dagegen zeugt von einem ziemlich wichtigen Ort für die Produktion von Klingen, die im landwirtschaftlichen Bereich der Harran-Ebene verwendet wurden. Das Vorhandensein kleiner temporärer Siedlungen und Satellitenstandorte, die die großen Zentren Karahan Tepe, Sefer Tepe und Ayanlar Höyük bis zu maximal 15 km „umkreisen“, ist wahrscheinlich ein Beweis für die besondere Bedeutung dieser Makrozentren. Darüber hinaus könnte die Tatsache, dass Taşlı Tepe in etwa gleicher Entfernung von Sefer Tepe, Karahan Tepe und Göbekli Tepe liegt, darauf hindeuten, dass die Siedlungen mit den T-förmigen Pfeilern in der Region nach vorher festgelegten Vereinbarungen oder zum Zwecke der Gründung unterschiedlicher Kompetenzbereiche und Grenzen zwischen den Territorien verteilt wurden. Bisher untersuchte archäologische Funde haben eine Vorliebe für Jagdgewohnheiten beim Karahan Tepe festgestellt, der auf dem Kalksteinplateau der Tektek Dağları die Binnengebiete des Tektek-Gebirges überwachte, und beim Harbetsuvan Tepesi, der die Harran-Ebene vollständig kontrolliert. Die Existenz zahlreicher Stätten mit gemeinsamen Merkmalen innerhalb derselben Region deuten auf vergleichbare oder ähnliche Funktion dieser Orte hin, die wahrscheinlich das Territorium in Einflussbereiche unter sich aufgeteilt hatten. Dabei nimmt man an, dass die entsprechenden lokalen Gemeinschaften in Stätten mit T-Pfeiler-Anlagen jeweils aus Familien und Clans bestanden, die von „Hütern“ geleitet wurden, die den Kult und die Mythen der Vorfahren aufrechterhielten. Unter der Annahme derartiger Sozialstrukturen geht man davon aus, dass sich um 9745–9314 v. Chr. strategisch bedeutende Zentren für die Jagd und Kontrolle von Territorien, z. B. Hochebenen (Tektek Dağları) oder Ovas (Urfa-Harran Ovası) als autonome politische Einheiten herauskristallisierten, die eine Reihe von Dörfern oder Gemeinschaften unter der ständigen Kontrolle eines obersten Häuptlings umfassten. Archäologisch gesehen ist zumindest auffällig, dass derartige Zentren, wie Sefer Tepe, Karahan Tepe, Göbekli Tepe und Taslı Tepe, etwa 30 km voneinander entfernt sind und fast einem festen und vorgeplanten Layout folgten: einer Einteilung des Territoriums entlang natürlicher Grenzen. Die geringe Entfernung zwischen Karahan Tepe und Harbetsuvan Tepesi von nur 7 km lässt deshalb vermuten, dass der letztere Platz wahrscheinlich eine „Satelliten“-Siedlung der ersten war, um die Ebene von Harran zu kontrollieren.

### Mittelalterliche Siedlungsgeschichte
Zur antiken Geschichte der Tektek Dağları ist nur wenig und zumeist nur anhand von einzelnen historischen Plätzen bekannt (s. u. unter "Beachtenswerte Plätze persistenter materieller Kultur"), während das Mittelalter der Tektek Dağları zumindest zeitweise wieder in das Interesse der Forschung trat. Im 12. und 13. Jahrhundert bildeten die Tektek Dağları einen Teil der im Mittelalter als Shabakhtan (Schabachtan) bekannten Region östlich von Urfa (arabisch ar-Ruha) und Harran, die aus den Tektek Dağları und dem Gebiet um Viranşehir bestand. Sie wird ungefähr von der Zeit der Kreuzzüge bis zum Ende des 13. Jahrhunderts erwähnt, als wahrscheinlich ein Großteil der Bevölkerung von dort abwanderte. Die Hintergründe dafür sind wohl mehrschichtig. Man muss dabei unter anderem bedenken, dass sich zwischen 1200 und 1400 das Klima auch in Mesopotamiens durch Zunahme sehr trockener Winter und abnehmende Niederschlagsverlässlichkeit auch im Frühjahr mit entsprechenden Auswirkungen auf landwirtschaftliche Existenzen rapide verschlechtert hatte. Im Mittelalter waren die Tektek Dağları wahrscheinlich hauptsächlich von den Mond und Planeten verehrenden „Pseudo-Sabiern“ bewohnt, deren religiöses Hauptzentrum in Harran war. Möglicherweise bildeten sie hier noch im 13. Jahrhundert eine bedeutende Gemeinschaft und überdauerten die pseudo-sabische Gemeinschaft um etwa 150 Jahre in einer Landschaft, deren Landwirtschaft eher als prekär anzunehmen war, da wegen der wasserdurchlässigen Kalkstein-Plateaus der Tektek Dağları Wasser für Sommer und Herbst in Zisternen gespeichert werden musste. Möglicherweise gab es Anbau von Oliven, die wenig Wasser, aber stabile Märkte benötigten, was die Bewohner in Zeiten anhaltender Instabilität, wie sie im 13. Jahrhundert herrschte, wohl zusätzlich zur Abwanderung veranlasste. Es gab mehrere Festungen mit abhängigen Lehen, von denen am häufigsten die Burg Jumlayn (Çimdine Kalesi) erwähnt wird. Andere Plätze waren Tall Mawzan, al-Qurādī und al-Muwazzar. Thomas Alan Sinclair identifizierte Tall Mawzan mit dem heutigen Viranşehir. Al-Quradi könnte die Festung in Sumatar (Soğmatar) gewesen sein; weniger wahrscheinliche Möglichkeiten sind Şuayp Şehri und Qal'ah Choban (Çoban Mağaraları, s. u.). Al-Muwazzar (oder al-Muwaddar) könnte auch in Sumatar gewesen sein. Die Region wechselte im 12. und 13. Jahrhundert oft den Besitzer, wenn Quellen sie erwähnen. Partiell oder gänzlich war sie Teil der kurzlebigen Grafschaft Edessa, aber spätestens 1144 kam sie unter Imad ad-Din Zangi und wurde nach dessen Tod von den Ortoqiden (Artukiden) von Amid (Diyarbakır) übernommen, danach von ihren Verwandten, den Ortoqiden von Mardin. Später wurde sie von mehreren verschiedenen Ayyubiden-Prinzen regiert, dann von den Harzemşahs (Choresm-Schahs) und den Mongolen (Ilchane) und schließlich Ende des 13. Jahrhunderts wieder von den Ortoqiden Da es in den Tektek Dağları nie nennenswerte Wälder gab, stand selbst dann, als die sesshafte Landwirtschaft hier am wohlhabendsten war, kein Bauholz zur Verfügung. Deshalb herrschte Steinbauweise vor, z. B. mit Materialien aus den Steinbrüchen von Bazda Mağaraları (s. u.). Schließlich wurden die Tektek Dağları irgendwann im 18. Jahrhundert vollständig aufgegeben und halbnomadischen Gruppen überlassen. Die in den Jahren 2013, 2014 und auch 2015 in den Tektek-Bergen durchgeführten Untersuchungen weisen eindeutig darauf hin, dass die Region vor allem während der Jungsteinzeit dicht besiedelt war und dass der wichtigste Faktor, der zu einer solchen dichten Besiedlung beitrug, die damalige reichhaltige Fauna und Flora der Region war – möglicherweise aufgrund eines günstigeren Klimas.

## Klima und Vegetation
Gemäß den Daten der meteorologischen Station Şanlıurfa hat das dortige regionale Niederschlagsregime die Form für den mediterranen Raum des östlichen Mittelmeeres: Winter, Frühling, Herbst, Sommer. Im Umfeld von Şanlıurfa herrscht somit halb-trockenes mediterranes Klima. Dort dauert die Trockenzeit im Sommerhalbjahr sechs Monate von Ende April/Anfang Mai bis Anfang November, und die Niederschlagssaison dauert weitere sechs Monate von Anfang November bis Anfang Mai. In den Tektek Dağları sind die Sommer sehr trocken (1,05 mm Niederschlag, relative sommerliche Feuchte 33,7 %) und heiß (im sommerlichen Mittel 26,1 °C, absol. Maximum 46,5 °C im Juli), die Winter dagegen regnerisch (478,3 mm im Mittel mit Schwerpunkt im Januar mit 324,9 mm) und relativ mild (24,3 Frosttage mit Schwerpunkt ebenfalls im Januar, aber -12,4 °C Minimum im Februar). Entsprechend haben die Plateaus ein nur saisonales Gewässernetz, und es gibt aufgrund des Kalkuntergrundes keine kontinuierlich fließenden Oberflächengewässer und keine Seen.
Zudem wurden die Böden auf den Tektek Dağları, die unter tropischen Bedingungen des Tertiärs entstanden waren, aufgrund der klimatischen Veränderungen im Pleistozän mit den Regenfällen in der Pluvialperiode weggespült und füllten das Urfa-Harran-Becken. Dabei wurde die Plateauoberfläche der Tektek Dağları mit den zunehmenden Niederschlägen von Gewässern buchstäblich aufgerissen. Da das Gebiet aus dicken, wasserdurchlässigen Kalksteinschichten besteht, ist das Plateau in der Gegenwart aufgrund der starken Verdunstung während der Sommermonate von mehrere Dürretäler durchsetzt. Dort herrschen rotbraune Böden vor (Terra rossa, Terra fusca). Die Landoberfläche ist mit grobem Kies, Schutt und Steinen bedeckt. Diese Böden kommen in semiariden Klimazonen vor, sind mitteltief, lehmig und felsig und sind in den Tektek Dağları im Allgemeinen alkalisch, salzlos, stark kalkhaltig und reich an Phosphor und Kalium. Als positiv wurde beobachtet, dass die aus der Bodenanalyse der Tektek Dağları erhaltenen Bodenparameter für Pflanzenwachstum optimal sind. Dennoch werden die Tektek Dağları im Allgemeinen von Steppenvegetation dominiert, die durch regressive Sukzession (Retrogression, Retrogressive Sukzession) gebildet wird, wobei eine Rückentwicklung zu früheren Stadien mit weniger Arten, geringerer Produktivität und Biomasse erfolgt, was nahelegt, dass die Vegetation dort weniger vom Boden als von anderen biotischen und abiotischen Faktoren abhängt. Die meisten Teile der Tektek Dağları waren lange Jahre mit Strauchvegetation aus Pistacia terebinthus subsp. Palästina (Terpentin-Pistazie) bedeckt. Sie war durch übermäßige Abholzung und Überweidung der Erosion ausgesetzt, was den Weg für nicht landwirtschaftliche nackte Felsen und Steppen ebnete.
In entsprechend ariden und semiariden Regionen führen Eingriffe des Menschen in die natürliche Vegetation zu einem extremen Rückgang der Klimax-Arten, einer dramatischen Entwaldung und einer weit verbreiteten anthropogenen Steppe, die das Gebiet so erscheinen lässt, als wäre es die ursprüngliche regionale Vegetation. Während z. B. die Tektek Dağları früher über lange Zeit von Pictacia terebinthus subsp. Palaestina (Terebinthe, Terpentin-Pistazie; diese Art wächst meist auf Kalksteinböden) bestanden war, hat diese Spezies mittlerweile ihren Platz auf dem unkultivierbaren Kalksteinfelsen aufgrund der Bodenerosion, infolge von Überholzung und Überweidung verlassen und ist nur noch innerhalb des Nationalparks anzutreffen. Gemäß der von Kaya und Ertekin durchgeführten floristischen Studie im Nationalpark Tektek Dağları Milli Parkı (siehe unten), in dem Vegetation und Tierwelt unter Schutz stehen, wurden in diesem Schutzgebiet 335 Pflanzen-Taxa (Gruppierungen) erfasst, und diese Taxa wurden auch in anderen Teilen der Tektek Dağları gefunden. Sieben dieser Taxa sind endemisch, und die ersten fünf Pflanzenfamilien mit der höchsten Artenzahl sind Fabaceae, Asteraceae, Brassicaceae, Lamiaceae und Apiaceae, was mit den Ergebnissen vieler in der Türkei durchgeführter floristischer Studien übereinstimmt.
Verschiedene Gründe haben aber verhindert, dass die Tektek Dağları rezent eine reichere floristische Struktur haben. Dazu zählen z. B. der geringe topographische Höhenunterschied (550–800 m), die grobe Kalkstein-Struktur des Gebiets mit unzureichenden Wasserressourcen, das Fehlen einer mikroklimatischen Zone und vor allem auch anthropogene Einflüsse. Das Taxon (Pflanzengesellschaft) Ceraso tortusae – Pistacietum palaestinae, das die gesamten Hänge von Tälern bedeckt, die nördlich des Nationalparks liegen, stellt eine Strauchvegetation dar, die stellenweise deutlich zerstört ist. Pistacia terebinthus subsp. palaestina (Terpentin-Pistazie), die die Physiognomie dieser Pflanzengesellschaft bestimmt, ist eines der dauerhaften Elemente der Macchia, das sich über den östlichen Teil des Mittelmeerbeckens ausbreitet. Allerdings werden zwei bislang noch unbekannte Steppengesellschaften (Pflanzengesellschaften) im Nationalpark beschrieben: Achillea aleppicae – Centaureetum virgatae und Eryngietum cretico – virentis. Beide sind neu für die Wissenschaft, da keine Ähnlichkeit dieser Gesellschaften mit anderen zuvor eingeführten gefunden wurde. Achilleo aleppicae (Schafgarbe) und Centaureetum virgatae (Flockenblume) breiten sich vor allem über den nördlichen und nordöstlichen Hang der Marmor-Steinbrüche aus, und die Flockenblume dominiert die Physiognomie der Pflanzengesellschaft. Dieses Taxon ist ein Element der irano-turanisches Florenregionen und zeigt eine weite Verbreitung im Nordwesten, Osten und besonders in zentralen Gebieten Anatoliens in der Türkei. Diese Gruppierung ist offenbar eine Sekundärvegetation, die als Ergebnis der anthropogenen Degeneration der Pistacia-Population gebildet wurde, denn Pistacia terebinthus subsp. Palaestina (Terpentin-Pistazie), Cerasus microcarpa subsp. Tortusa (Vogelkirsche) und Ficus carica subsp. Rupestris (wilde Feige oder Gebirgs-Feige) kommen als Reste vereinzelt in etwas felsigen Hängen im Verbreitungsgebiet der Gesellschaft vor. Eryngium campestre subsp. Virens (Feld-Mannstreu) bestimmt die Physiognomie und ist im Allgemeinen in allen ariden Lebensräumen in der Türkei zu finden. Dies ist die am weitesten verbreitete Vergesellschaftung im Nationalparkgebiet. Es zeigt eine eher schwache Verbreitung außerhalb der steinigen Bereiche. Entsprechend der Chorologie der im Nationalpark gefundenen Taxa werden diese normalerweise als zugehörig zum Irano-Turan, Mittelmeer und Östliches Mittelmeer bezeichnet. Demnach liegen die Tektek Dağlari in der phytogeografischen Region Irano-Turanian. Die Tatsache, dass mediterrane und ostmediterrane Elemente dabei den zweiten und dritten Rang einnehmen und dass zwei der drei nachgewiesenen Taxa von mediterranen und ostmediterranen Elementen dominiert werden, verdeutlicht, dass sich die mediterrane Vegetation auch in der Vergangenheit bis nach Südostanatolien erstreckte.

## Landnutzungsprobleme
Die rezente Landnutzung in den Tektek Dağları besteht hauptsächlich aus (natürlichen) Wiesen, Weiden, Feldbau und Bereichen mit schwacher Vegetation. Der größte Teil der Fläche des dort ausgewiesenen Nationalparks sind zu etwa 80 % Wiesen und Weiden, 13 % landwirtschaftliche Flächen und die restlichen gehören zu anderen Landnutzungsklassen. In den zumeist ländlichen Siedlungen der Tektek Dağları wohnt man weitgehend bescheiden und anspruchslos in den dort üblichen Dorfhäusern, einfachen Flachdachbauten in traditioneller Stein-Bauweise oft mit Lehm verfugt, verputzt und mit Lehmdach, modernere Ausführungen in schmuckloser Betonbauweise. Landwirtschaftliche Aktivitäten können je nach Bewässerungsmöglichkeiten in begrenztem Umfang durchgeführt werden. Entsprechendes Bewässerungswasser konnte vor Fertigstellung des Mardin-Ceylanpınar-Kanals (s. u.) bislang normalerweise aus Grundwasser-Brunnen in einer Tiefe von 150–200 Metern gewonnen werden. Auf derartig bewässerten Flächen war der Ertrag in der Regel etwas höher, aber aufgrund der hohen Inputkosten und der wenig zeitgemäßen Bewirtschaftung kann nicht im gewünschten Umfang von effizienter Landwirtschaft gesprochen werden. Acker- und Gartenbau werden mit klassischen Methoden betrieben. Durch den fehlenden Einsatz von Bodenbearbeitungswerkzeugen kommt es zu Effizienzverlusten in der landwirtschaftlichen Produktion. Trotz bisweilen eingesetzter moderner Erntemaschinen mangelt es in den Tektek Dağları grundsätzlich an für zeitgemäße landwirtschaftliche Tätigkeiten wichtigem Wissen und Praxis von Düngung, Tröpfchen-Bewässerung, Pflege und Beschneidung von Obstbäumen, Anwendung von Pflanzenschutztechniken gegen Krankheiten und Schädlinge sowie der Verwendung von zertifiziertem Saatgut und Setzlingen. Lebenswichtige Kulturpflanzen, wie Weizen und Gerste, werden im Allgemeinen im Trockenfeldbau kultiviert, und auf den Weideflächen erfolgt eine übermäßige und unkontrollierte Beweidung. Die Vegetationsstruktur der Weiden ist insbesondere aufgrund der im zeitigen Frühjahr einsetzenden Beweidung schwach, und somit kommt es zu keiner Ertragssteigerung auf ein wünschenswertes Niveau, um die auf der Weide grasenden Tiere ausreichend mit Futter zu versorgen. In wissenschaftlichen Studien zu den Weiden des Tek-Tek-Gebirges wurde festgestellt, dass deren Ertragskapazität bei etwa 20 % liegt und dass der Ertrag durch Aussaat, Schutz, Düngung, Pflug und Pflegearbeiten auf bis zu 300 % gesteigert werden könnte.
Über die zukünftige Situation nach Inwertsetzung des Mardin-Ceylanpınar-Kanals (s. u.) gibt es bislang nur Vorschläge. So könnte z. B. Baumwollanbau in Gebieten erfolgen, in denen ausreichend Wasser verfügbar ist, und da Systeme der Tröpfchenbewässerung automatisiert werden können, kann die nötige Wassermenge kontrolliert und die Pflanze nach Bedarf mit Wasser versorgt werden. Man will Terrassenflächen und Senken mit Oliven-, Mandel- und Pistazienbaumarten aufforsten. Dadurch sollen einerseits die Erosion der Böden verhindert und andererseits einkommensschaffende Aktivitäten erfolgen. Baumkulturen sowie Aufforstungsarbeiten sollen allerdings nur in Gebieten durchgeführt werden, in denen bereits Bodenbearbeitung betrieben wird und es keine sozialen Probleme gibt. Die restlichen Flächen werden in ihrem natürlichen Zustand belassen, da diese Standorte zumeist aus wenig tiefgründigen Böden bestehen, bei denen das Grundgestein nahe an der Oberfläche liegt oder direkt die Oberfläche bildet. Da Weiden eine wichtige Futterquelle in diesen semi-ariden Regionen bilden, soll für eine nachhaltige Weideland-Bewirtschaftung berücksichtigt werden, dass diese langfristig die Fähigkeit erhalten, Futter in der erforderlichen Qualität und Menge zu produzieren, während sie zugleich kurzfristig eine rentable Viehhaltung unterstützen. Praktiken wie Pflügen und Überweidung sollten aufgegeben werden.

## Ökologie der Vorzeit
Bekannt ist, dass die Region des Tektek-Gebirges einst mit wilden Pistazienwäldern bedeckt war. Einige dieser wilden Pistazienwälder wurden inzwischen zum Nationalpark erklärt und befinden sich zwischen den Dörfern Kargali und Açıkyazı. Die lokale Bevölkerung erwähnt auch, dass wilde Tiere in der Region bis zu einer Zeit von nicht mehr als 50 Jahren ziemlich zahlreich waren. Diese Region beherbergt eine große Vielfalt an Tieren, insbesondere Antilopen, Wildschweine, Trappen, Kraniche, Hasen, Rebhühner, Füchse, Wölfe, Stachelschweine usw.
Die Tektek Dağları boten wahrscheinlich auch während der Jungsteinzeit eine durchaus bewohnbare Umgebung wie der Göbekli Tepe. Allerdings wurden, obwohl auch auf dem Karahan Tepe und dem Harbetsuvan Tepesi in den Tektek Dağları Ausgrabungen und Forschungen zur älteren Landnutzung durchgeführt wurden, bisher nur sehr wenige botanische Überreste gefunden und noch nicht genügend analysiert. Jedoch geben uns die botanischen Analysen am Göbekli Tepe, der ähnliche geografische Merkmale aufweist, Informationen über die Vegetation der Jungsteinzeit in der gesamten Region. Als Ergebnis der vorläufigen Analyse der archäobotanischen Überreste, die aus den untersten Schichten des Göbekli Tepe gewonnen wurden, wurden Wildtyp-Einkorn mit geringer Dichte (kleiner scharlachroter Weizen oder Einkornweizen), Gerste, Linsen und nicht identifizierte Getreidekörner, Steppenwiesen (Gräser), Mandel- und Pflaumenfruchtsamen sowie Roggen und darüber hinaus auch Kiefern, Mandeln, Weiden/Pappeln, Maloideae (Rosaceae) (einschließlich Weißdorn und Wildbirne) und Eichen gefunden Basierend auf dieser begrenzten Studie wurde allerdings auch konstatiert, dass karbonisierte Pflanzenreste im Göbekli Tepe sehr selten sind. Angesichts der begrenzten Beprobungsabdeckung und des geringen Volumens im Vergleich zur Größe des Gesamtareals erscheint es deshalb fraglich, ob diese Ergebnisse repräsentativ sind. Betrachtet man andererseits die heutige Vegetation des Nationalparks in den Tektek Dağları, so trifft man auf viele ähnliche Pflanzenarten wie wilde Pistazie, Feige, Weißdorn, Mandel, Wildweizen und Gerste.

## Beachtenswerte Plätze persistenter materieller Kultur
Neben der bekannten Ausgrabungsstätte auf dem Göbekli Tepe 13 km nordöstlich von Urfa, die allerdings nicht den Tektek Dagları zuzuordnen ist, sondern dem mit 750 Metern höchsten Punkt der langgestreckten Germuş Dağları, bieten die im Osten der Urfa-Harran Ovası gelegenen Tektek Dağları nicht nur faszinierende Eindrücke einer besonderen Naturlandschaft, sondern auch Einblicke in eine Kulturlandschaft, deren sehenswerte, zum Teil sogar spektakuläre kulturhistorische Relikte von der Jungsteinzeit bis ins 13. Jahrhundert reichen.

### Nationalpark Tektek Dağlari Milli Parkı
Teile der Tektek Dağları wurden 2007 zum Nationalpark Tektek Dağları Milli Parkı erklärt, um den dortigen Floren- und Faunenreichtum sowie seine kulturellen, historischen und archäologischen Merkmale zu schützen. Im Gebiet des 19.335 ha großen Nationalparks haben seit der Antike viele Zivilisationen gelebt und regiert. Vor allem im Süden des Nationalparks gibt es viele unterirdische Siedlungen, Klöster, Kirchen, Höhlen und wichtige historische bzw. archäologische Stätten ersten Grades. Dazu zählen u. a. das Senem-Höhlenkloster sowie die Ruinen von Şuayip Şehri und Soğmatar. Darüber hinaus ist der Nationalpark Tektek Dağları von Bedeutung im Hinblick auf naturtouristische Aktivitäten in botanischer Hinsicht und für Wildtierbeobachtungen. 272 Pflanzenarten und 172 Tierarten leben in dem Gebiet, darunter als dort natürlich vorkommende Pflanzen Terpentin-Pistazie (Melengiç), Kornblume (Peygamber Çiçeği), Klatschmohn (Gelincik), Thymian (Kekik), Euphorbia (Wolfsmilchgewächse, Sütleğen), Kamille (Papatya) und Grüner Knollenblätterpilz (Köygöçüren) sowie Wild-Tierarten, wie Gazelle (Ceylan), Waran, Luchs (Vaşak), Kaninchen (Tavşan), Fuchs (Tilki), Wolf (Kurt), Trappe (Toy), Zwergtrappe (Mezgeldek), Rebhuhn (Çilkeklik), Chukarhuhn (Rebhuhnart, Kınalı Keklik), Kranich (Turna), Falke (Şahin), Habicht (Atmaca), Turteltaube (Üveyik), Felstaube (Kaya Güvercini), Kiebitz (Kızkuşu), Haubenlerche (Tepeli Toygar), Sandflughuhn (Bağırtlak Kuşu), Krähe (Karga Kuşu), Weißstorch (Leylek), Wiedehopf (İbibik), Star (Sığırcık) und Sperling (Serçe). Das Rebhuhn Akkeklik (Arborophila torqueola), in Şanlıurfa auch als "Berghuhn" (Dağ Kekliği) bekannt, lebt besonders in den Tektek Dağları zwischen Wiesen und Ginstergräsern, auf kahlen Felsen und in steinigen Gebieten. Lebend gefangene Exemplare werden im Şanlıurfa's Vogelcafé „Çardaklı Kahve“ ausgestellt und an Liebhaber verkauft. Allerdings gibt es Im Gebiet des Nationalparks Kalkstein- und Marmorbrüche, die eine kontinuierliche Luft- und Lärmverschmutzung verursachen. Vor allem beeinflussen Feinstaub in der Luft, Gase von Sprengungen und dabei verursachter Lärm, deren Raten deutlich über den Grenzwerten liegen, die Lebensumgebung für Mensch, Fauna und Flora.

### Rüstüm Deresi
Im Norden des Nationalparkgebietes liegen das Rüstüm Deresi-Tal und von kleinen Bächen im Norden ausgeräumte Schluchttäler. Diese Täler mit ihren steilen Hängen mit einer Neigung von über 40 Prozent und ihren mäandrierenden Bächen modellierten das Aussehen typischer Canyon-Täler. Unter ihnen ist der Rüstüm-Dere-Canyon das geomorphologisch interessanteste Gebiet des Nationalparks allein schon wegen seiner Höhlen. Die meisten davon sind fossil. Die von Tonen durchsetzten Kalksteinschichten und die darin enthaltene Feuchtigkeit ermöglichten ihre Genese und auch den Ausbau durch den Menschen. Aus diesem Grund wurden in der Antike viele kleine Höhlen vergrößert und als Wohnungen und Sakralbauten genutzt. Es gibt viele Höhlen und Aussichtspunkte auf der Straße bei Yanık im Norden des Nationalparks sowie zwischen der Kömürcü-Höhle (Kömürcü Mağarası) und der Çardakli-Höhle (Çardakli Mağarası). Besonders von den Punkten auf den höheren Erhebungen (Kargılı Tepe und Kömürcü Mağarası) in der Nähe des Rüstüm-Dere-Canyons im Norden des Nationalparks bieten sich Aussichten auf das Tal und seine Umgebung. Drei dieser Punkte blicken auf den Rüstüm-Dere-Canyon, ein weiterer auf dem Kargılı Tepe im Norden des Dorfes Kargılı und nicht zuletzt von der Höhe westlich des Dorfes Açıkyazı auf das Silesor-Tal und die Harran-Ebene.

### Ein Kanal durch das Kalkplateau
Das umstrittene Güneydoğu Anadolu Projesi (GAP Südostanatolien-Bewässerungs-Projekt), das bereits in den 60er Jahren des 20. Jahrhunderts als Bewässerungs- und Energieprojekt für die Regionen zwischen den obermesopotamischen Strömen Euphrat und Tigris geplant wurde, das man mit ersten Stauanlagen-Bauten 1976 umzusetzen begann und das 1984 in ein gigantisches integriertes Entwicklungsprogramm umgewandelt wurde, hat mittlerweile mit seinen Kanalbauten des Mardin-Ceylanpınar-Kanals auch die Tektek Dağları erreicht, wo bereits seit Anfang des 21. Jahrhunderts vom Südende des „Urfa-Tunnels“ ein Verbindungskanal zur Wasserführung aus dem Atatürk-Stausee (Atatürk Barajı) am Euphrat bis nach Mardin konkretisiert wird. 2010 waren die entsprechenden Arbeiten an diesem „Wasserwerk“ bei Akmağara (Bazda Mağaraları) in den Tektek Dağları bereits im vollen Gange (siehe Foto vom 14. September 2011), ebenso im September 2015. Im Oktober 2020 hatte der Baufortschritt die Hochflächen der Tektek Dağları hinter sich gelassen, das östlich gelegene Tufandere-Tal bei Yolbaşı bereits überschritten und die Arslandere-Senke bei Karatepe 20 km südlich von Viranşehir erreicht (Google Earth 7. Oktober 2020). Nach jüngsten Google-Maps-Satellitenbilder von 2022 war die Baustelle bereits bis in der Mardin-Ebene bei Kovalı, 30 km westlich von Kızıltepe, fortgeschritten. Laut Nachrichten vom 25. Juni 2022 wurde mit der Reinigung dieses 221 km langen GAP-Verbindungskanals Şanlıurfa-Mardin begonnen, so dass das Wasser des Euphrat die Ebene von Mardin erreicht.

### Çoban Mağaraları
14 km östlich von Harran liegen rechts der Straße zur Karawanserei Han-el Bağrur 10 Höhlen in einer Reihe, deren Strukturen nach Norden ausgerichtet sind. Man geht davon aus, dass diese ca. 3 × 3 m breiten und mit "Arkosolien" ausgestatteten Höhlen in der Römerzeit als Felsengräber angelegt wurden. Das Fehlen von Siedlungen in der Umgebung deutet jedoch auch darauf hin, dass sie möglicherweise als Unterschlupf für Hirten in den Tektek Dağları dienten.

### Bazda Mağaraları (Steinbrüche)
Etwa 15 bis 16 km östlich von Harran auf dem Weg zur Karawanserei Han el-Bağrur liegen in den Erhebungen links und rechts der Straße historische Steinbrüche, die so ordentlich bearbeitet wurden, als wären sie mit einem Lineal geschnitten. Einige von ihnen mit den Lokalbezeichnungen "Bazda", "Albazdu", "Elbazde" oder "Bozdağ Mağaraları" enthalten Höhlen, deren Tunnel und Galerien als Ergebnis jahrhundertelangen Steinabbaus für die umliegenden Bauten von Harran, Şuayib Şehri und Han el Bağrur entstanden. Besonders größere wurden stellenweise mit zwei Stockwerken herausgearbeitet, und in der Mitte wurden Quadrate geschaffen, die Podeste von bis zu 10/15 Meter Höhe hinterließen. Darüber hinaus bieten lange Galerien und Tunnel Ausgänge in verschiedene Richtungen des Berges. Aus den arabischen Inschriften auf den Felsen geht hervor, dass die Geschichte dieser Steinbrüche bis ins 13. Jahrhundert zurückreicht. Es ist bekannt, dass die Große Moschee (Ulu Cami) von Harran mit Steinen aus diesen Steinbrüchen gebaut wurde.

### Karahan Tepe
Der Karahan Tepe, unter den Einheimischen auch als „Keçilitepe“ bekannt, ist eine archäologische Stätte in den Tektek Dağları in der Nähe von Yağmurlu (Soğmatar) etwa 46 Kilometer östlich des Göbekli Tepe und wird oft als dessen Schwesterstandort bezeichnet, da Archäologen dort als Teil des Göbeklitepe-Kultur- und Karahantepe-Ausgrabungsprojekts bis 2020 ebenfalls T-förmige Stelen, u. a. 250 Obelisken mit Tierfiguren, freigelegt haben. Erste Untersuchungen begannen dort mit Vermessungsarbeiten 1997.

### Harbetsuvan Tepesi
Der Harbetsuvan Tepesi mit den geographischen Koordinaten 39°15'8,76" O, 37°2'55,23" N auf einer Höhe von 714 m etwa 7 km vom Karahantepe entfernt 1,5 km südwestlich vom Dorf Karahisar im Bezirk Eyyübiye in der Provinz Şanlıurfa am östlichen Rand der Urfa-Harran-Ebene, dessen Bedeutung erstmals 2014 entdeckt wurde, bietet ein Panorama, das fast die gesamte Urfa-Harran Ovası überblicken kann. Bei Grabungsarbeiten im Jahr 2017 wurde dort festgestellt, dass die Schichtenarchitektur derjenigen von Göbeklitepe II ähnelt. Bei den Untersuchungen rund um die Stätte wurden Hangsiedlungen, Fanggebiete und Felsunterstände identifiziert. Dieser Komplex war wohl vorrangig auf Gazellenjagd in der Region ausgerichtet. Zudem wurden auf dem Hügel, außer in den Felsen gehauenen Teichen, Werkzeugen aus Feuerstein und Obsidian gefunden, die sich auf das gesamte Gebiet mit einer Streudichte von 30 Feuersteinen pro 1 m² verteilten, sowie viele „T“-förmige Säulen, die man von Nevali Çori, Sefer Tepe, Hamzan Tepe und Göbekli Tepe kennt. Die Siedlung wurde offenbar auch als kleines Kultzentrum in der B-Phase der vorkeramischen Jungsteinzeit gegründet.

### Karawanserei Han el-Bağrur
Die Karawanserei Han el-Bağrur (auch Han El-Ba'rur / Xan al-Barûr, arabisch für „Rosinengasthof“) liegt 67 km südöstlich von Urfa und 23 km östlich von Harran in den Tektek Dağları im Mahalle (Ortsteil) Göktaş der Kreisstadt Harran (Altınbaşak, Provinz Şanlıurfa) bei den geographischen Koordinaten 36°49'29'' O, 39°17'24'' N. Sie war ein wichtiger Übernachtungsort auf der Karawanen- und Handelsstraße von Harran nach Bagdad. Und sie ist die einzige bekannte Ayyubiden-Karawanserei innerhalb der Grenzen Anatoliens. Die Anlage trägt alle Merkmale der anatolischen seldschukischen Karawansereien und besteht aus einer kleinen Moschee, einem Wachraum, Stallungen, einem türkischen Bad und Winterräumen sowie einem fast quadratischen Sommerhof von 43,30 × 44,80 m. Sie enthält zwei Inschriften, eine im Norden und die andere im Westen. Laut Inschrift an der Eingangstür wurde die Karawanserei im Juli 1219 (619 H) erbaut, und zwar von „Emir Hacı Hüsameddin Ali Bey, Sohn von Imad, Sohn von Isa“, dem „Kammerherrn“ (Hâcib) des ayyubidischen Prinzen Melik Eşref. Es ist bekannt, dass Harran während der Ayyubiden-Periode vom Ayyubiden-Prinzen Melik Eşref (1198–1228) regiert wurde. Das Gebäude, das durch die Mongoleninvasion teilweise zerstört wurde, wurde viele Jahre von den Einheimischen als Scheune genutzt.

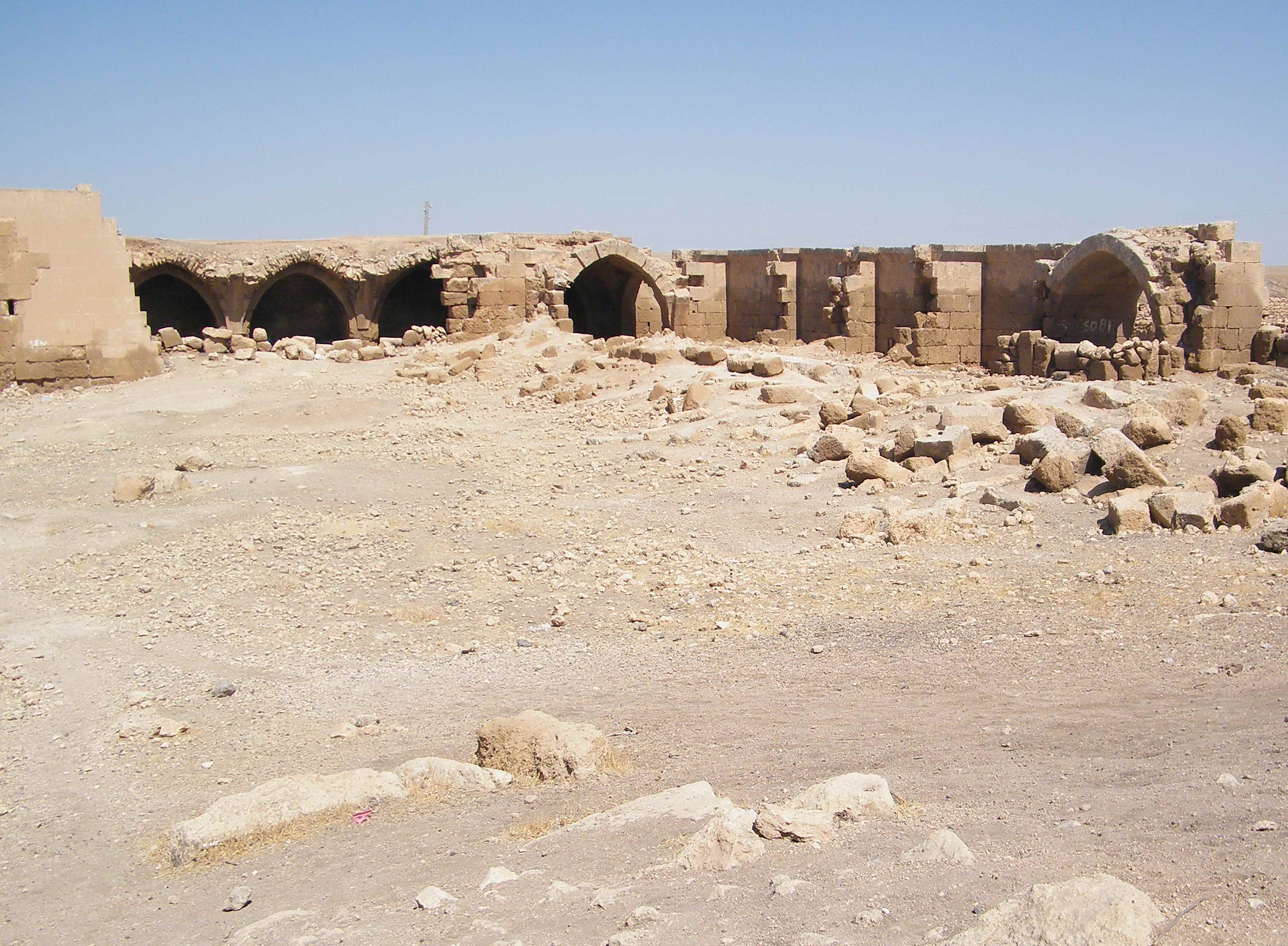
Architektonisch besteht die Karawanserei des Han el-Bağrur aus einem großen rechteckigen Innenhof mit den Räumen um diesen Hof und dem Eingang auf der Nordseite.

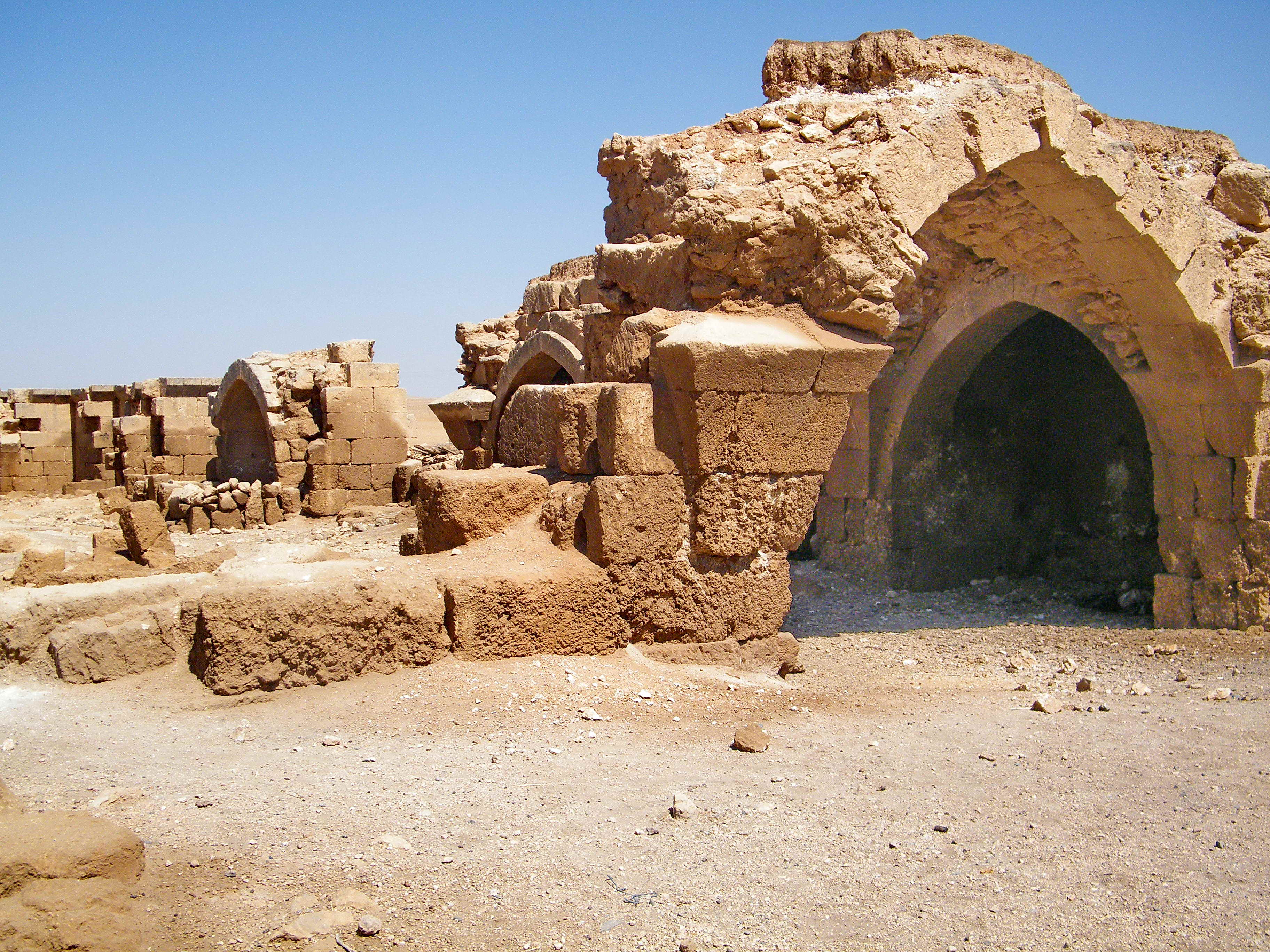
Von den Räumen des Han-el Bağrur an den Ecken des Hof-Komplexes, die großen Nischen ähneln, ist nur der Teil in der nordwestlichen Ecke intakt erhalten und ein kleiner Teil des Eckzimmers in der nordöstlichen Ecke.

Architektonisch besteht der Han el-Bağrur aus einem großen rechteckigen Innenhof mit den Räumen um diesen Hof und dem Eingang auf der Nordseite. Diese Räume um den Hof bestehen aus einer Art breitem Korridor, der durch die Türen an den Hofmauern betreten wird und einen großen Teil der Anlage bildet, und aus Räumen in den Ecken, die großen Nischen ähneln. Von den Räumen an den Ecken des Komplexes ist nur der in der nordwestlichen Ecke intakt erhalten und ein kleiner Teil des Eckzimmers in der nordöstlichen Ecke. Von den an den Südost- und Südwestecken gelegenen Räumen sind am Boden nur noch Mauerspuren sichtbar. Der Eingangs-Iwan befindet sich auf der Nordseite des Hofes und der Haupt-Iwan des Gebäudes auf der Südseite. Es gibt eine kleine Moschee auf der Ostseite des Eingangs-Iwans und ein Zimmer auf der Westseite, von dem angenommen wird, dass es dem Personal der Karawanserei als Wohnung diente. Außerdem gibt es außerhalb des ummauerten Komplexes direkt gegenüber dem Eingangstor einen Brunnen und die Überreste eines kleinen Gebäudes auf der Ostseite des Brunnens sowie Überreste eines großen Gebäudes auf der Nordwestseite.
Die im Oktober 2018 im Rahmen des Reparaturprogramms des Kulturministeriums begonnenen archäologischen Ausgrabungs- und Reinigungsarbeiten am Han el-Bağrur wurden im Februar 2019 abgeschlossen, bevor mit der Reparatur des Gebäudes begonnen wurde. Als die Schutt- und Erdschüttungen an den Seiten der Hofmauern entfernt worden waren, hatte sich herausgestellt, dass es auf allen vier Seiten des Hofes Bänke gegeben hatte und dass Terrassen in Form einer dicken Mauer höher als das Erdgeschoss an allen vier Seiten des Hofes vorhanden waren, die im Innenhof des Gebäudes auch als Stützpfeiler dienten.

### Senemağar Manastırı (Kloster)
Die architektonischen Reste von Senemağar Manastırı befinden sich 11 km nördlich der Ruinen von Soğmatar. Dort gibt es Felszeichnungen und Baureste aus den ersten Jahrhunderten n. Chr. Es wird angenommen, dass die dortige dreistöckige Ruine aus bearbeiteten Steinen auf einem Hügel im Weiler Senemağar Köyü mit fünf oder zehn Häusern ein Palast oder ein Kloster war. Vorhandene architektonische Überreste und Felsstrukturen im Dorf und im Norden des Dorfes zeigen, dass dieser Ort in den ersten Jahrhunderten des Christentums eine nicht unbedeutende Rolle spielte und dass das monumentale Gebäude aus behauenen Steinen auf dem Hügel im Inneren des Dorfes die Überreste eines Klosters oder Palastes sind. Die Bogenleisten der Rundbogentür im nördlichen Teil der Ostfassade dieses Baus sind der Hoftür der St. Stefanos-Kirche in Urfa aus dem Jahr 435 n. Chr. sehr ähnlich. Darüber hinaus hat die kreisförmige Rosette mit Akanthusblättern in der Mitte des Sturzes des zweiten Tores in einer der benachbarten Senem-Höhlenkirchen ebenfalls eine stilistische Ähnlichkeit mit der Rosette auf dem Sturz des Hoftores der St.-Stefanos-Kirche in Urfa. Aufgrund all dessen ist es möglich, die Strukturen von Senemağar auf den Beginn des 5. Jahrhunderts zu datieren. Nördlich dieses monumentalen Gebäudes befinden sich in die Felsen gehauene Kirchen. Am Gesims einer dieser Kirchen erkennt man Kreuzmotive, Antrolacs (verknotete Medallions), Lebensbaummotive, Rauten, Weinranken mit Weintrauben, die aus einer Vase kommen, und symmetrische Vogelmotive, die die Merkmale byzantinischer Kunst des 5. Jahrhunderts widerspiegeln. Auf dem felsigen Untergrund zwischen dem Monumentalbau und der Felsenkirche erkennt man zerstörte Felsengräber sowie östlich der verzierten Gesimse ein großes Felsengrab. Während das 11 km südlich gelegene Soğmatar zwischen 400 v. Chr. und 200 n. Chr. ein heidnisches Zentrum der Sabier-Religionsgemeinschaft war, diente die Stätte von Senem offenbar als eines der wichtigsten Zentren der christlichen Assyrer in der Region. Denn anstelle der Statuen von Himmelskörper-Göttern (Planeten), denen in Soğmatar göttliche Kraft zugeschrieben wurde, wurden in dem Senem-Komplex Kreuzmotive verwendet, Symbole des Christentums.

### Betik
Im Mahalle (Ortsteil) Uluhan des Dorfes Betik (Güzel) des Landkreises Haliliye, 7 km nordöstlich von Soğmatar und 4 km südöstlich der Senemağar-Ruinen, steht unmittelbar neben einem Betonmoschee-Neubau eine monumentale Bauruine von 8 × 4 m Größe aus bearbeiteten Steinen, ein seltenes Beispiel für eine Moschee, von der man vermuten, dass sie aus der Zeit der Umayyaden übriggeblieben ist. Sie wurde mit der Entscheidung Nr. 739 vom 10. Oktober 2008 des regionalen Ausschusses für die Erhaltung des Kultur- und Naturerbes von Şanlıurfa als archäologische Stätte ersten Grades eingestuft und gilt als die älteste Moschee in der Provinz Şanlıurfa. Anstatt sie zu restaurieren und wiederzuverwenden, wurde die Betik-Moschee zunächst ihrem Schicksal überlassen. Der Historiker Tom Sinclair, der den Bau untersucht hatte, hatte darin einen "Getreidespeicher" vermutet. Direkt daneben wurde mit größerem Aufwand eine neue Moschee aus Beton errichtet. Das alte, rechteckige Gebäude wird durch einen dreiphasigen Bogen, der sich parallel zum Mihrab erstreckt und auf zwei Säulen in der Mitte ruht, in zwei Schiffe geteilt. Die Gebäudeschiffe sind mit in Nord-Süd-Richtung gelegten Sturzsteinen bedeckt. Der Mihrab wurde später von den Dorfbewohnern zerstört. Die Eingangstür hat einen flachen Sturz. Es wird geschätzt, dass sie Mitte des 8. Jahrhunderts während der Zeit der Umayyaden (744–750) zusammen mit der Ulu Cami (Große Moschee) in Harran erbaut wurde. Aus den Überresten der Lehmziegelmauer geht hervor, dass Teile des Gebäudes, das seinem Schicksal überlassen wurde und in der jüngeren Vergangenheit als Strohlager diente, in der Spätzeit zu Wohnzwecken genutzt wurden. Das Gebäude soll restauriert und seiner eigentlichen Funktion wieder zugeführt werden.

### Çatalat (Çatlar) Viranşehir
16 km von Soğmatar entfernt, südöstlich von Viranşehir, im Dorf Çatalat, gibt es Überreste von Gebäuden aus der römisch-byzantinischen Zeit des 4.–5. Jahrhunderts. Einer dieser Überreste ist ein Bogentor mit einer Breite von etwa 2 m und einer Höhe von 4 m. Die anderen Relikte gehören zu den Eckwänden eines großen Gebäudes. Die Ruinen in Çatalat deuten auf einen massiven Kirchenbau hin, wahrscheinlich eine Hallenkirche. Davon steht noch die Apsis-Archivolte (gewölbter Bogen). Auf einem früheren Foto der Ruine konnte man noch einen Turm sehen, eine grabähnliche Struktur, die der Mar Ya’qub (Jakobskirche) 7,5 km südsüdöstlich von Urfa ähnlich war.

### Kasr-ül Benat (Kızlar Sarayı)
Kasr-ül Benat liegt 17 km nordöstlich von Soğmatar, 10 km östlich von Betik im Dorf Engelli. Aus den Blocksteinen, die reichlich an den Wänden der Scheunen auf dem Dorfplatz verwendet wurden, geht hervor, dass es hier große Gebäudereste gibt. Fotografien dieser Strukturen in Kasr-ül Benat, aufgenommen von der britischen Forscherin Gertrude Bell, die den Ort 1911 besuchte, werden in den Archiven der New Castle Upon Time University in England, aufbewahrt. Ein ähnlicher Kutsal Tepe (Heiliger Hügel) wie in Soğmatar (s. u.) mit syrischen Inschriften befindet sich auch in Kasr-ül Benat. Aufgrund von mehr als zehn syrischen Inschriften auf diesem felsigen Hügel nördlich des Dorfes wurde die Erhebung "Yazıtlı Tepe" (beschrifteter Hügel) getauft. Die "Yazitli Tepe"-Inschriften, die auf das 3. oder 4. Jahrhundert datiert werden, etwas später also als die Epigraphe des Kutsal Tepe in Soğmatar, die auf das 2. Jahrhundert n. Chr. verweisen, unterscheiden sich auch im Stil von den Soğmatar-Texten. Diese mit zwei oder drei Konturen geschriebenen Texte sind insofern wichtig, als sie die einzigen bekannten Beispiele syrischer Kalligraphie in und um Urfa sind. Im südwestlichen Teil des Hügels ist in sehr großen Buchstaben das Wort „Kust .. “ mit drei Konturen in den Felsen eingraviert zu lesen. Da die letzten Buchstaben unter der Erde sind, war es bisher nicht möglich, das Ganze zu entziffern. Andere syrische Epigraphe in Yazıtlı Tepe, gelesen vom Geschichtsforscher Selahaddin E. Güler, sind "ich bin Sargis", "ich bin Gebar'u", "Amaryu", "Ich bin der Mönch Şim'un", "ich bin Demet(ri)oıo". Diese Namen führten zu der Annahme, dass Kasr-ül Benat ein Mönchszentrum war. Die Tatsache, dass es heidnische Texte, wie in Soğmatar, in Kasr-ül Benat nicht gibt, verstärkt diese Idee. Es gibt auch labyrinthartige Formen, die in den Felsboden des "Yazıtlı Tepe" gehauen sind, wobei eine kleine am Südwesthang des Hügels liegt, die andere 100 m nordöstlich davon etwas größer ist ebenso wie die dritte auf dem Gipfel des Hügels nordöstlich davon. Eine Interpretation dieser Formen kennt man bislang nicht. Es gibt Höhlen und Felsengräber im südlichen Teil von "Yazıtlı Tepe" und am felsigen Hang östlich des Dorfes. Das größte und aufwändigste davon ist das Felsengrab mit acht Arkosolien an der Südseite des „Yazıtlı Tepe“, deren gekachelte Bögen um die drei Seiten des Grabes herumlaufen und miteinander verbunden sind. In den Zwischenräumen erkennt man Reliefkreuze und Blumenmotive. Auf den syrischen Inschriften am Südeingang des Grabes ist nur der Name „Mönch Abrohoni“ von den hier bestatteten Personen zu lesen. Ein ähnliches Grab befindet sich in der Bergregion „Ehber“ (Abgar) im südlichen Teil des Stadtzentrums von Şanlıurfa. Die Sturzleisten der architektonischen Elemente in Kasr-ül Benat, die Säulenkapitelle im orinthischen Stil, die Bögen, Stürze und Säulenköpfe finden sich im Wesentlichen ähnlich auch bei der St.-Stefano-Kirche und auf dem Gelände der Ulu Cami (Große Moschee) im Zentrum von Urfa ebenso wie in Senemağar (s. o.). Die Kapitelle von Kasr-ül Benat sind jedoch schlichter und schmuckloser als die der Kirche St. Stefanos. Aufgrund all dessen war es möglich, die Strukturen von Kasr-ül Benat auf das Ende des 4. Jahrhunderts zu datieren.

### Çimdin Kalesi (Jumlayn), Eski Kale
Çimdin Kalesi, wie die Burg Qal'at Jumlayn der mittelalterlichen arabischen Quellen heute genannt wird, in den nordöstlichen Tektek Dağları liegt im Weiler Eski Kale, 2 Kilometer südlich der Hauptstraße Urfa-Mardin etwa 66 Kilometer östlich von Urfa, wo eine schmale asphaltierte Straße nach Norden nach Siverek führt. Die historische Burg Çimdin Kalesi 50 km nordöstlich von Soğmatar kann von dort aus erreicht werden oder über die Fernstraße von Urfa nach Mardin, wo nach 9 km eine untergeordnete asphaltierte Straße nach Süden abweicht. Es wird geschätzt, dass Çimdin Kalesi während der Zeit der Ayyubiden, die die Region zwischen 1182 und 1239 besetzten, als „Ribat“ zur Verteidigung und Unterkunft gebaut wurde. Die großen Höhlen unter dem westlichen Eingang der Burg Çimdin, die wie die Burg von Şanlıurfa auf vier Seiten von einem tiefen, in den Felsen gehauenen Verteidigungsgraben umgeben ist, müssen als Scheunen oder Lager genutzt worden sein. Das monumentale Tor der Burg, die auf einem großen felsigen Hügel erbaut wurde, ist nach Westen ausgerichtet. Unterhalb der nördlichen Seitenwand dieses Tores in Form eines schmalen und hohen Iwans befindet sich eine sehr schwache dreizeilige arabische Inschrift „Allahu la ilahe illa hu ...“, „el-Malik al Kuddusi …“, „La ilahe illallah Muhammeden resulallali“. Außerdem ist auf einem Stein über der Nordfassade der vorspringenden Seitenwand der monumentalen Tür „el Mülkü lillah“ eingraviert. Auf der Burg befinden sich verschiedene Gebäuderuinen und ein Brunnen. Man geht davon aus, dass ein bedeutender Teil der Bastionen und Mauern der Burg während der Mamlukenzeit restauriert wurde, die die Region Urfa dreimal zwischen 1272–1394, 1404–1505 und 1517 regierten.

### Karahisar
Im Weiler Karahisar, einer historischen Siedlung bei Uğurlu im Bezirk Eyyübiye 13 km nordwestlich von Soğmatar, gibt es einen Hügel, der als Burg genutzt wurde, und auf den felsigen Hügeln östlich davon findet man Felsgräber und Zisternen, die auf das 5. Jahrhundert n. Chr. datiert werden können.

### Mehemedey Hanı
30 km nördlich von Soğmatar, im Dorf Dağyanı, 50 km auf der Fernstraße von Urfa nach Mardin entfernt, befindet sich eine große "Hayrat" (Stiftungsanlage, Bezeichnung für Bauwerke wie Brunnen, Schulen, Gasthäuser, die zum Wohle der Allgemeinheit unentgeltlich errichtet werden), die vermutlich aus römischer Zeit stammt und als "Mehemedey Hanı" (Mehmeds Karawanserei) bekannt ist. Dieser in Ost-West-Richtung verlaufende Bau wurde mit glatten und groß geschnittenen Steinen als Tonnengewölbe errichtet. Das in den Felsen gehauene Wassersammelbecken auf dem Boden der Hayrat wurde in den letzten Jahren von den Dorfbewohnern gefüllt und das Gebäude in eine Scheune umgebaut. Das Regenwasser wurde über in den felsigen Boden östlich und südlich der Anlage gehauene Kanäle gesammelt und in das Ruhebecken der Hayrat geleitet. Vermutlich lag diese Karawanserei an der alten Fernroute, die aus der Vansee-Region nach Harran führte, und zwar via Bitlis, Ziyâret (Kreis Baykan, Provinz Siirt), Erzen (Arzan, heute Ruinen im Weiler Yeşilyurt beim Dorf Oyuktaş im Bezirk Kozluk), die Malabadi-Brücke, Silvan, Diyarbakır, den wahrscheinlich ruinierten Han Karacaviran (7–8 km südöstlich von Şekerli/Kreis Siverek), Mehmedi Hanı ("Mehemedey Hanı" im Nordwesten der Tektek Dağları), Mecrihan (Çamlıdere, Haliliye/Şanlıurfa) und Nakib Hanı (Ulucanlar, Eyyübiye/Şanlıurfa) zum alten Dorf Harran (8 km nördlich der heutigen Siedlung).

### Şuayip Şehri

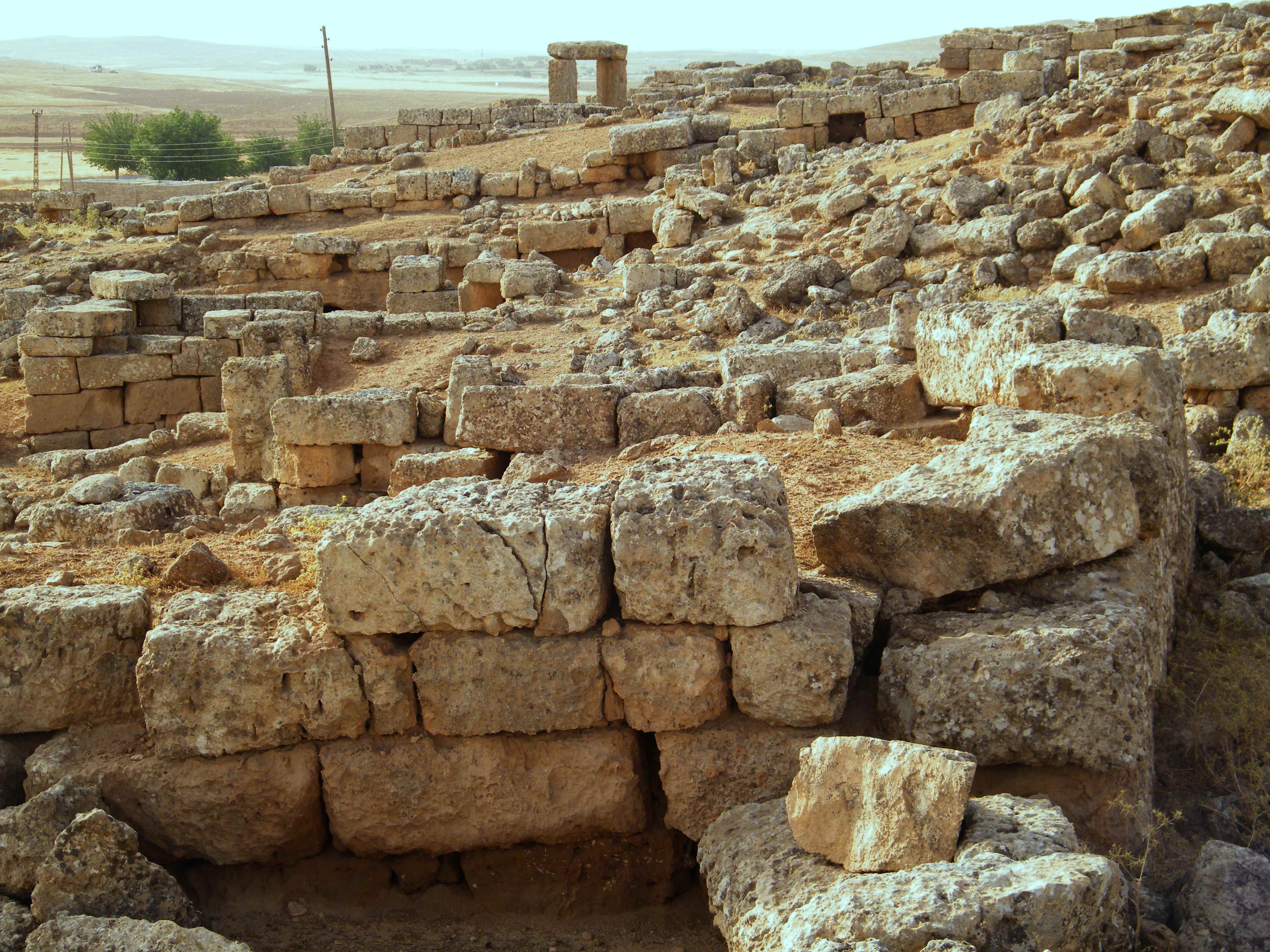
Blick über einen Teil des Ruinengeländes von Şuayipsehri.

Die Straße, die von Harran zur Karawanserei Han el-Bağrür (Göktaş Köyü) führt, wendet sich 10 km weiter in Richtung Nordosten. Danach erreicht sie beim Dorf Özkent (Kreis Harran, Provinz Şanlıurfa) die Ruinen der historischen Stadt Şuayib (auch Şuayip Şehri bzw. Şuayipşehri). Man geht davon aus, dass die in dieser Stadt vorhandenen architektonischen Überreste, deren Geschichte noch nicht durch archäologische Ausgrabungen geklärt wurde, in die Römerzeit gehören. Diese Stadtwüstung, die sich über ein sehr großes Gebiet erstreckt, war von Stadtmauern umgeben, deren Spuren man überall erkennt. Auf vielen Felsengräbern im Stadtzentrum wurden Strukturen aus behauenen Steinen errichtet. Einige Mauer- und Fundamentreste dieser vollständig zerstörten Gebäude sind bis heute erhalten. Und was verwunderlich ist: Während in Orten wie Soğmatar und Kasr-ül Benat in den Tektek Dağları zahlreiche syrische Inschriften entdeckt wurden, fand man bislang nur ein einziges solches Epigraph in den Ruinen der Stadt Şuayip Şehri, obwohl sie viel größer ist als die anderen Siedlungen.

### Soğmatar (Yağmurlu)
Die Straße, die von der Ruinenstadt Şuayip Şehri nach Norden weiterführt, erreicht nach 16 km im Dorf Yağmurlu die Ruinen der historischen Stadt Soğmatar, bekannt auch als Sumatar. Sumatar und Soğmatar sollten allerdings nicht miteinander verwechselt werden, auch wenn in der Literatur beide Bezeichnungen für den Ort Yağmurlu inzwischen gebräuchlich geworden sind. Sumatar ist eigentlich der frühere Name des ehemaligen Amtsbezirkszentrums (Bucak) Yardımcı, derzeit Ortsteil von Eyyübiye zwischen Şanlıurfa und Harran im Bezirk (İlçe) Eyyübiye (südliche Stadtteile von Şanlıurfa mit den angrenzenden Dörfern) in der Provinz (İl) Şanlıurfa. Soğmatar dagegen betrifft die historische Stätte im Ort Yağmurlu, heute Ortsteil (Mahalle) des 30 km westlich gelegenen Eyyübiye. Soğmatar war von Menschen gegründet worden, die vor allem im Jahr 165 n. Chr. aufgrund der intensiven Angriffe auf die Urfa-Region durch die Parther (Iraner) von dort flohen, und bewahrte seine Funktion als Kultzentrum bis in die islamische Zeit. Aus einigen religiösen Motiven in Sogmatar geht hervor, dass Menschen aus Shuayib Şehri den Ort Sogmatar als Friedhof und Ort der Anbetung nutzten. Ob sich die Bevölkerung Soğmatars ebenso wie die Bewohner von Harran während der islamischen Zeit weiterhin zur Religion der monotheistischen Sabier Südmesopotamiens bekannten, ist nicht bekannt. Die Geschichte der antiken Stadt Soğmatar reicht also bis ins 2. Jahrhundert nach Christus zurück. Das Wort Soğmatar kommt vom Wort "Suk el-Matar", was im Arabischen Regenmarkt bedeutet. Der alte Ortsname passt auch zum neuen Dorfnamen Yağmurlu (regnerisch). Historiker gehen davon aus, dass die Stadt während des Abgar-Königreichs ein Kultzentrum war, in dem die Mond- und Planetengötter verehrt wurden.
Judah Benzion Segal sagt, dass die sieben Gebäude auf den westlichen und nordwestlichen Hügeln um den zentralen „Kutsal Tepe“ (Heiliger Hügel, Mittelpunkt des dortigen Sabierkultes) Tempel sind, in denen die Götter der Sonne, des Mondes, des Saturn, des Jupiter, des Mars, der Venus und Merkurs verehrt wurden. Einen weiteren Ort der Verehrung dort bildete eine Höhle mit Reliefs, in der vermutlich der Mondgott Sin angebetet wurde und die als Pognon-Höhle bekannt wurde, weil dort der französische Archäologe und Konsul in Mosul, Henri Pognon (1853–1921) in der letzten Zeit des Osmanischen Reiches archäologische Ausgrabungen durchführte. Man nimmt an, dass die sieben Reliefs an den Wänden dieses Höhlen-Tempels des Mondgottes Sin die Statthalter der parthischen Zeit darstellen. Zudem soll ein Brunnen im Dorf der Ort sein, an dem sich Musa (Moses) mit Shuayips (Jethros) Tochter traf. Sehenswert sind die Felsengräber mit Reliefs auf dem Hügel und syrische Inschriften, die in den Boden der Hügelebene eingraviert sind.

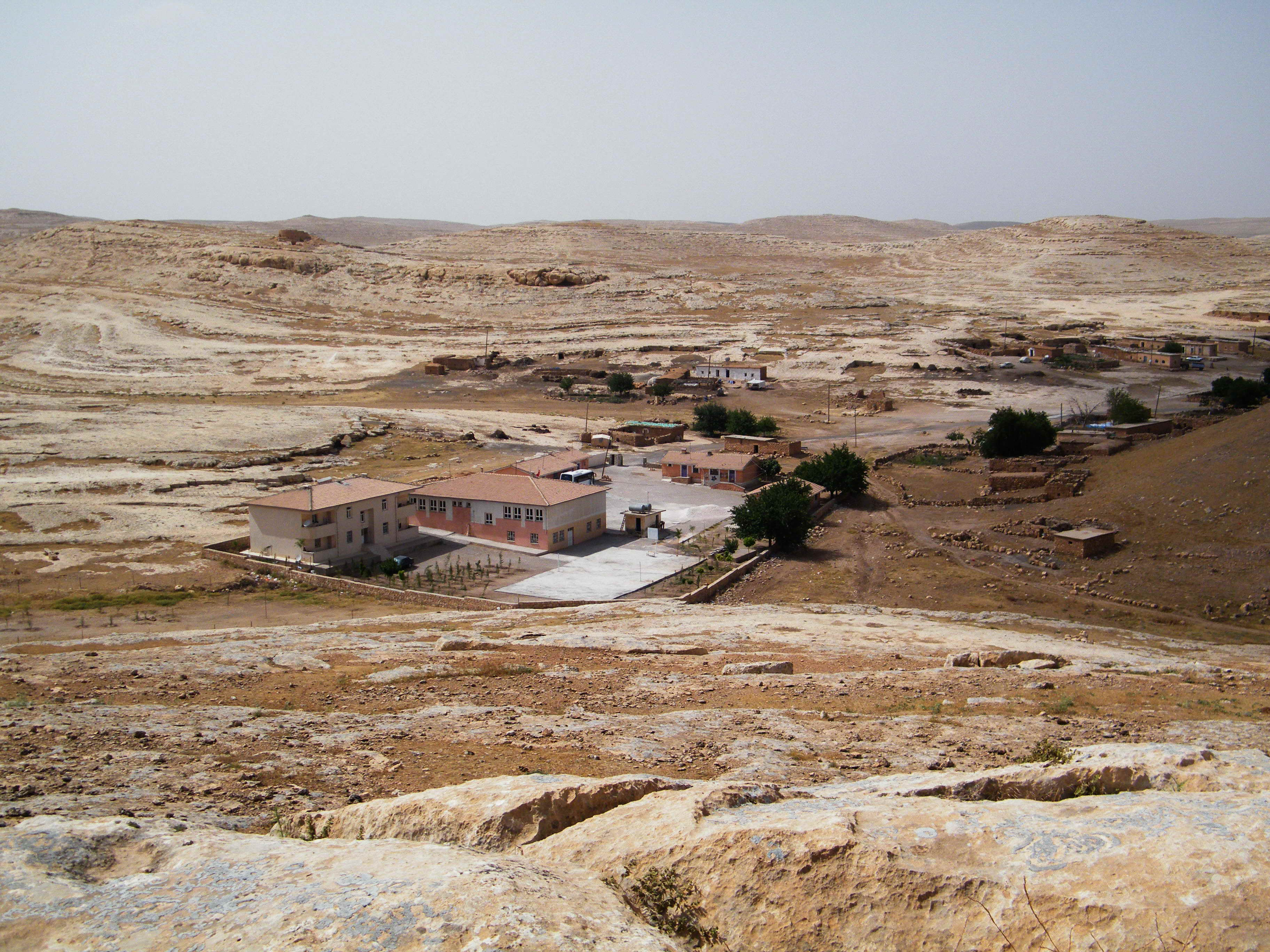
Blick vom historischen Burghügel von Soğmatar auf die in einer Senke des baum- und nahezu vegetationslosen Kalkplateaus der Tektek Dağları gestreuten Gehöfte des Weilers Yağmurlu.
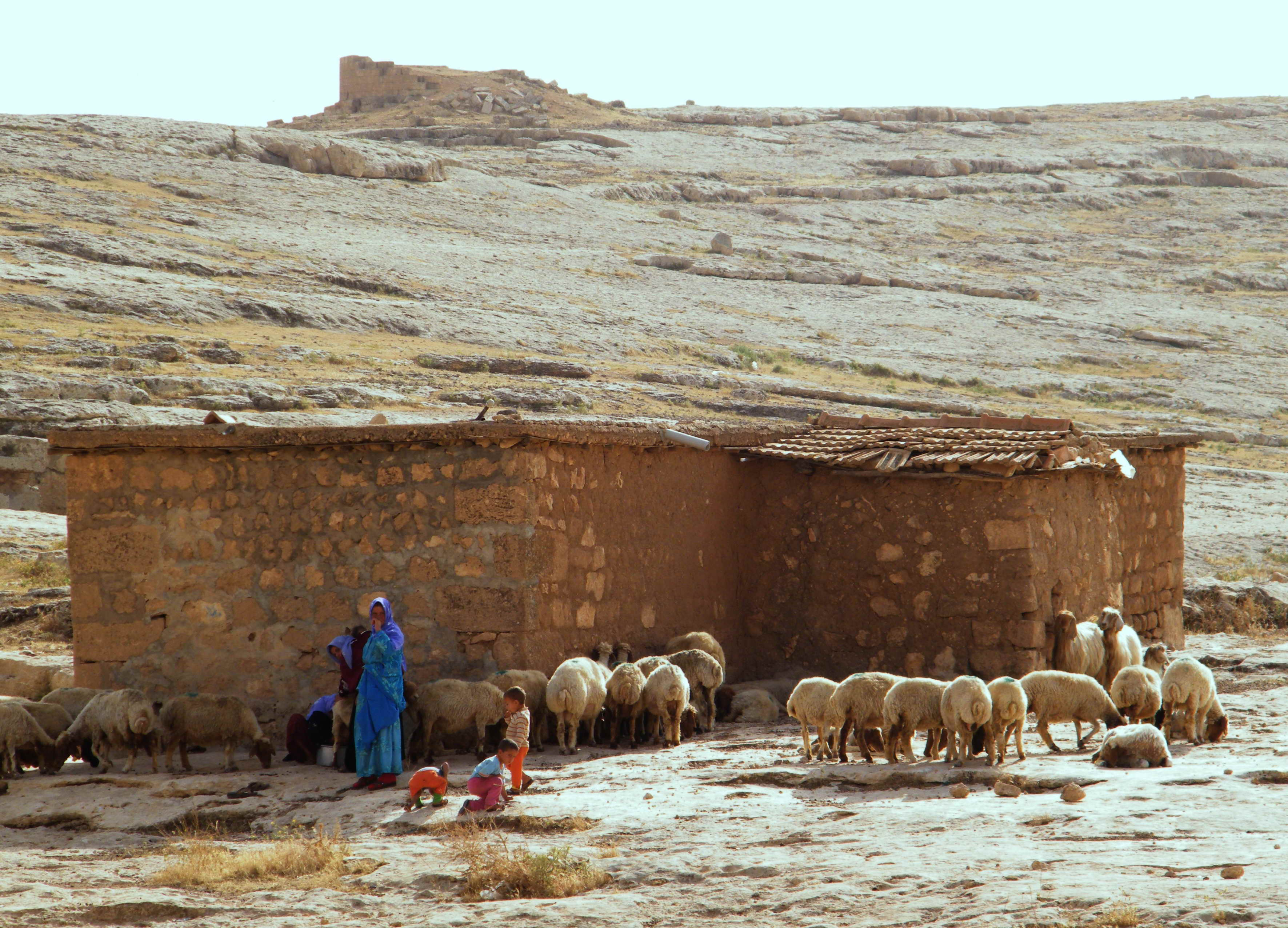
Gehöft mit Schafen in Yağmurlu vor der Kulisse des ruinierten Venustempels von Soğmatar in den Tektek Dağları.
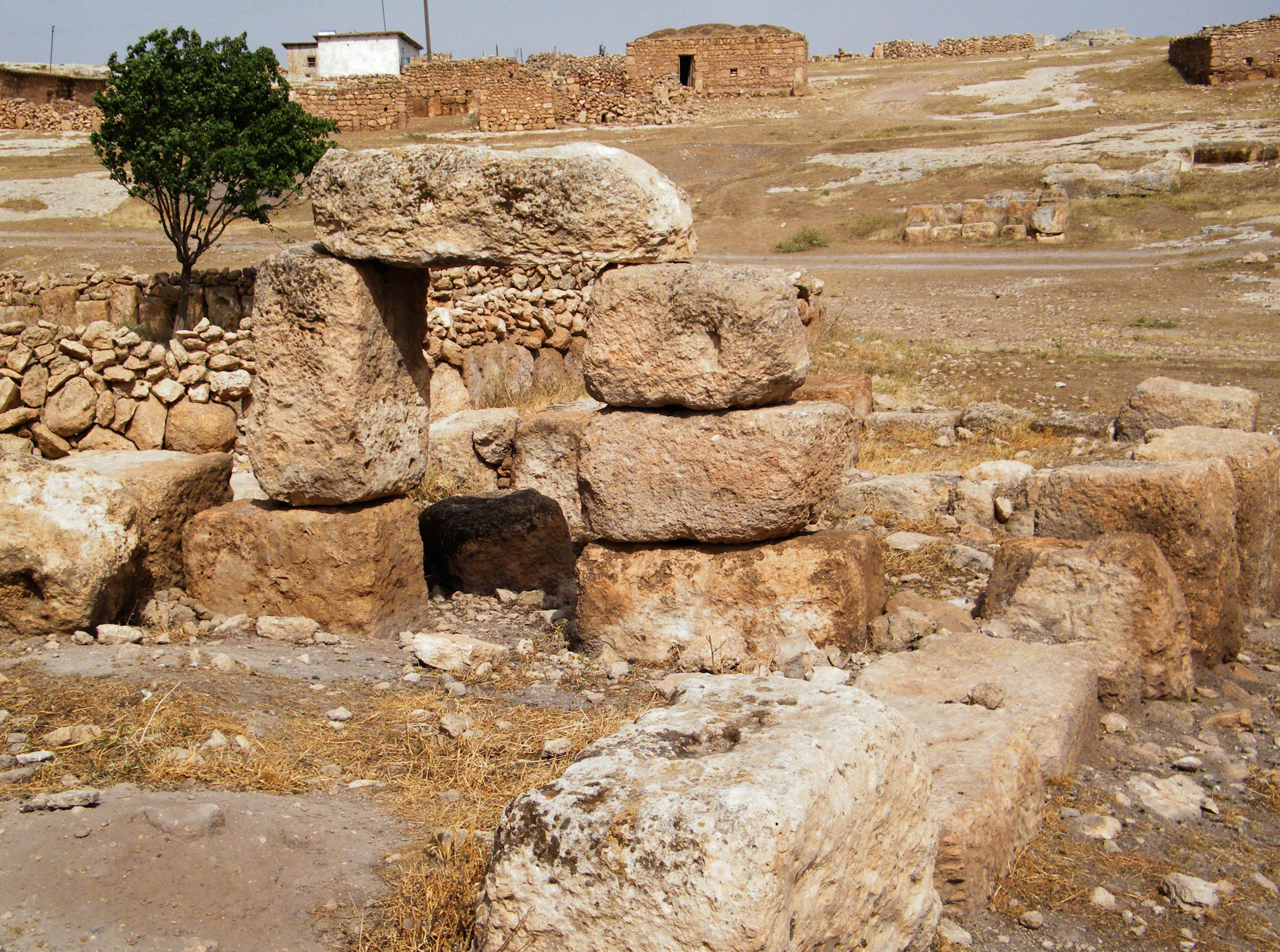
Tempelreste am Fuß des Kutsal Tepe (Heiliger Hügel) in Soğmatar.
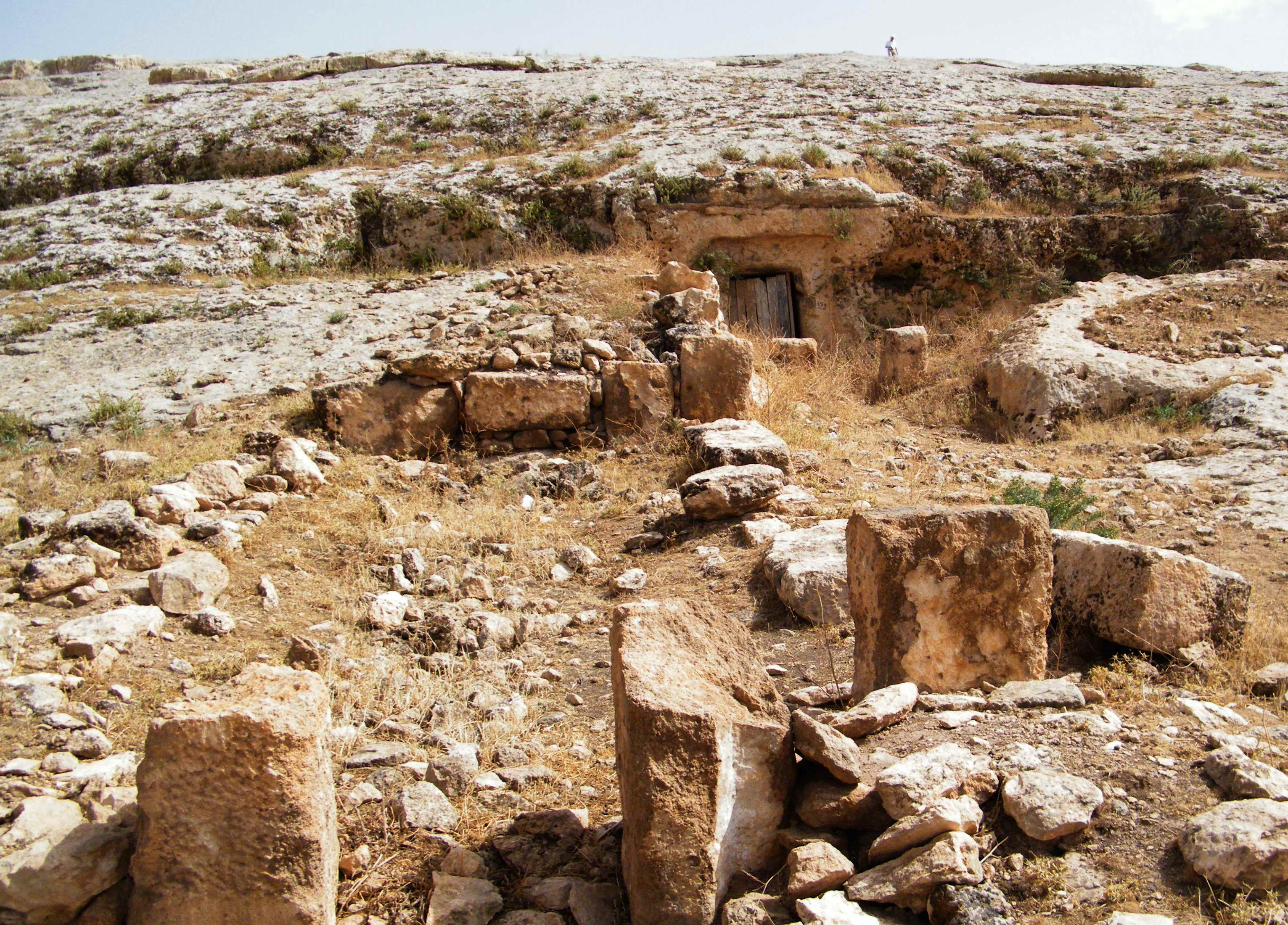
Grabkammereingang und Gebäudereste am „Heiligen Berg“ Kutsal Tepe in Soğmatar.
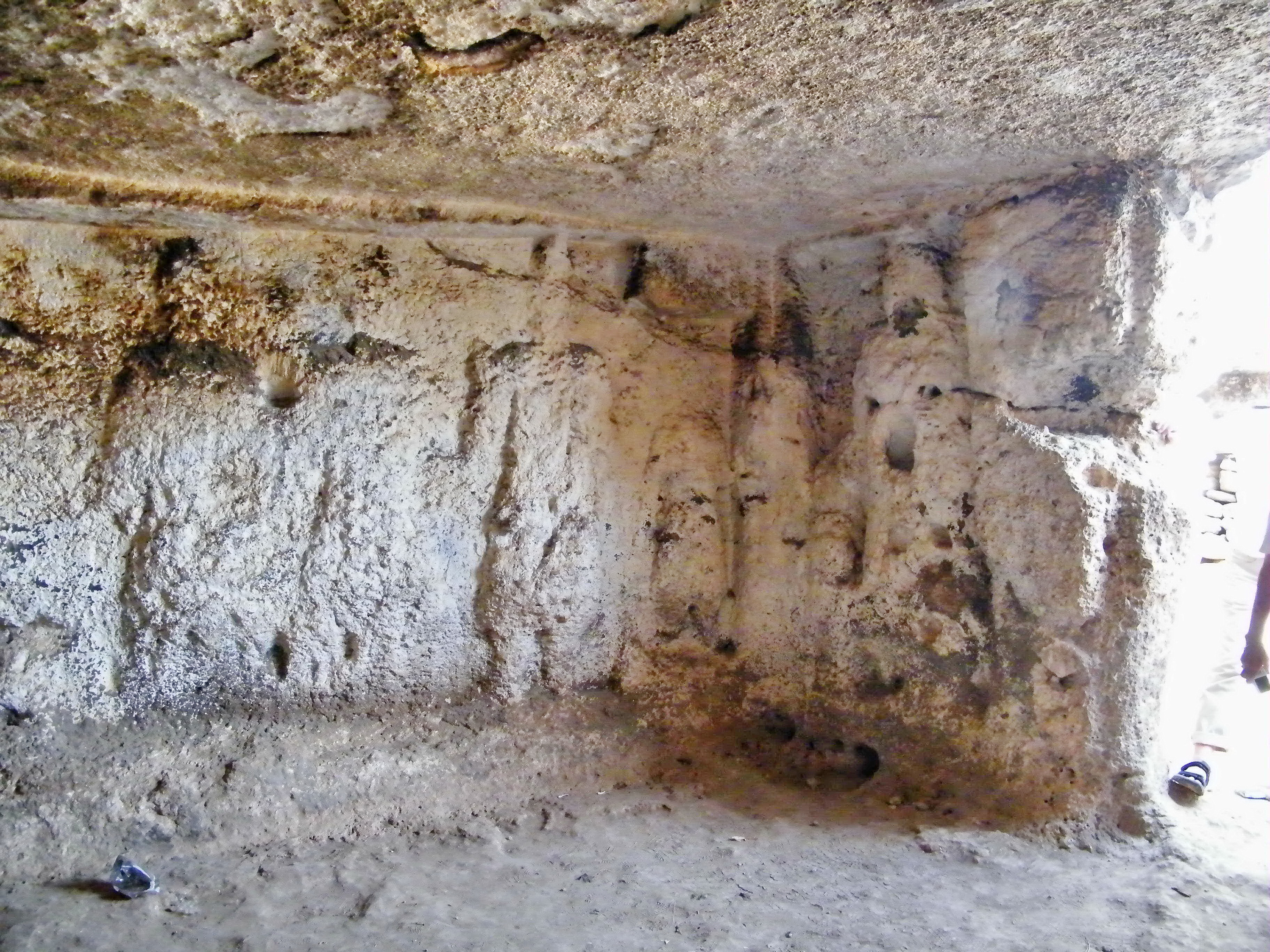
Reliefs der Statthalter der parthischen Zeit an den Wänden des Höhlen-Tempels des Mondgottes Sin in der Pognon-Höhle in Soğmatar
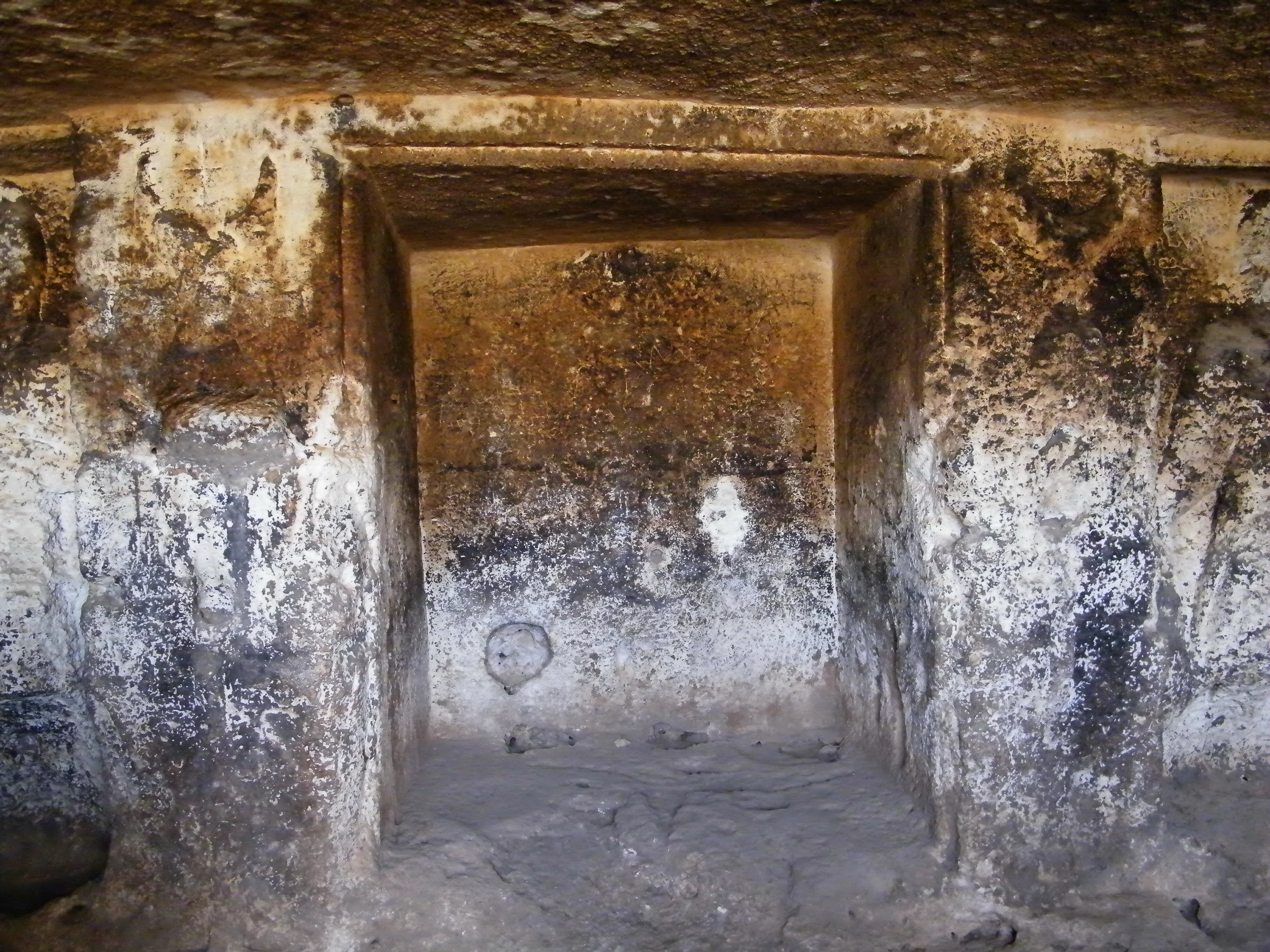
Votivnische in der Pognon-Höhle in Soğmatar
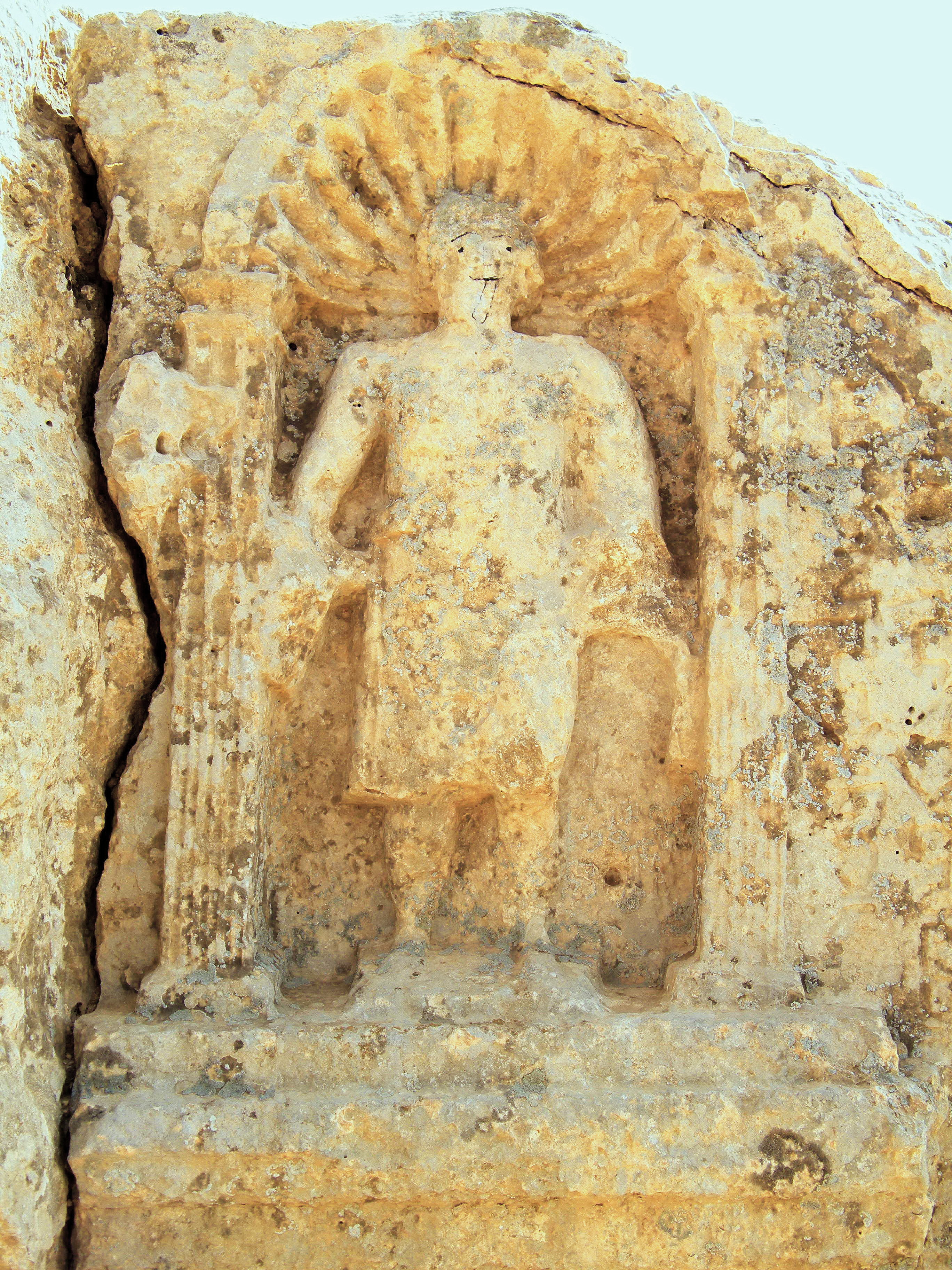
Relief des Sonnengottes auf dem Kutsal Tepe (Heiliger Hügel) in Soğmatar
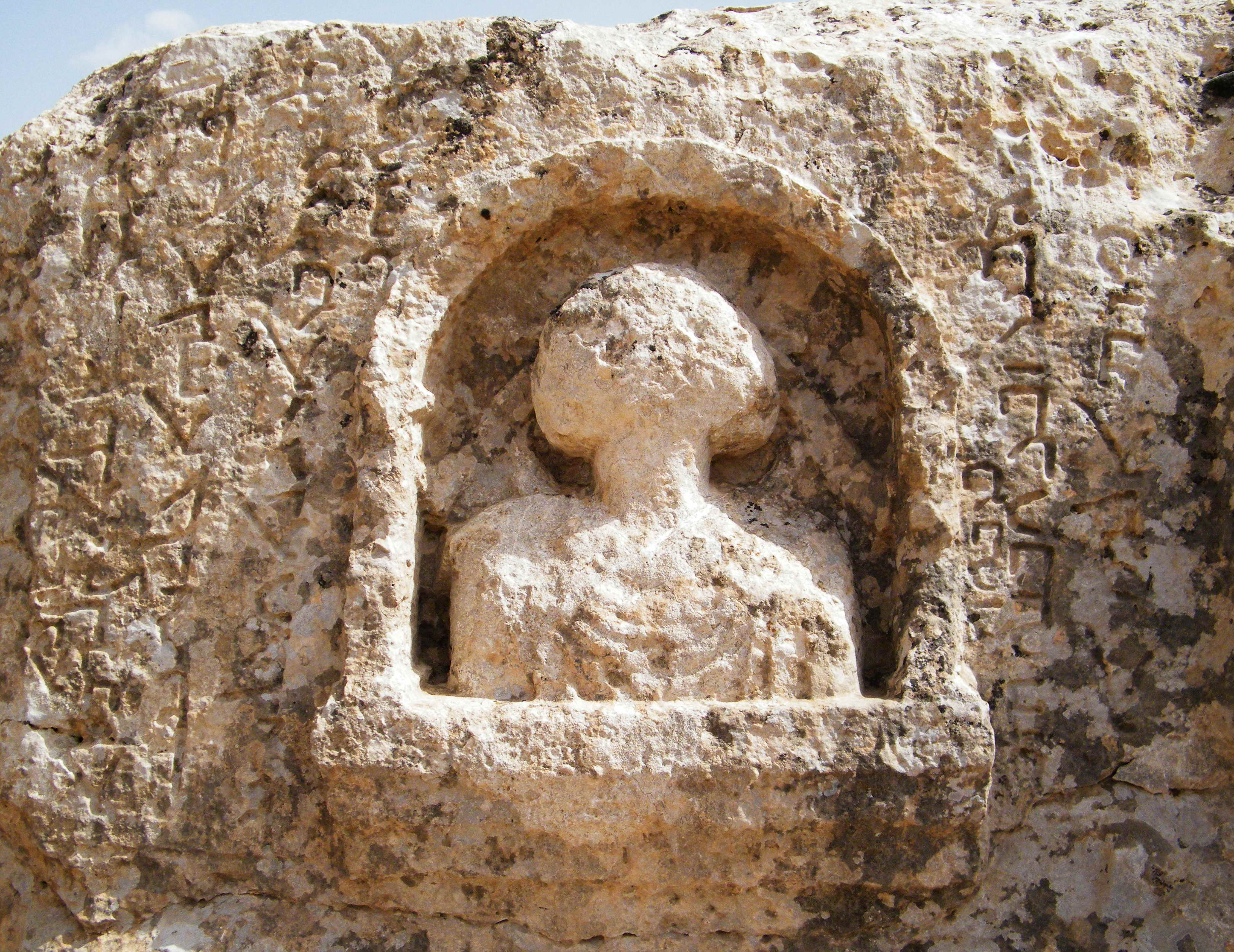
Relief des Mondgottes auf dem Kutsal Tepe (Heiliger Hügel) in Soğmatar